# 巴黎凯旋门
巴黎凱旋門（法語：Arc de triomphe de l'Étoile，意為「星形凱旋門」），是一座位於法国巴黎十七區的戴高乐广场中央的凱旋門，亦為香榭麗舍大道的西端標誌。該建築由拿破仑於1806年下令興建，以紀念1805年奧斯特利茨戰役中法軍擊敗俄奧聯軍的勝利。拿破崙政權崩潰後，工程一度中斷，直到1830年波旁王朝覆亡後復工，並於1836年竣工。門體上刻有法國大革命戰爭及拿破崙戰爭期間660名法國將領與158場戰役，記錄了1792年至1815年間的法國軍事歷史。
凱旋門高49.54公尺，寬44.82公尺，厚22.21公尺，中央拱門高36.6公尺、寬14.6公尺。兩側門墩牆面裝飾有四組大型戰爭主題浮雕，其中部分人物雕塑高達五至六米。自建築完工以來，巴黎凱旋門成為多座世界各地著名凱旋門的設計範本。目前，巴黎的12條大道以凱旋門為中心向四周輻射。遊客可乘坐電梯或攀登284級石階登上拱門，第一層設有小型博物館，展示凱旋門相關文物、拿破崙生平事蹟及法國各種勳章。頂層平台可俯瞰巴黎全景。

## 歷史

### 建設

從戴高樂廣場（原星形廣場）向外放射的多條大道，以凱旋門為中心。

1806年，拿破崙在奧斯特里茨戰役中擊敗俄奧聯軍後，向法國士兵宣告：「你們只有在凱旋門下經過，才能回到家園。」此舉引用了羅馬帝國時期為紀念勝利將領率軍凱旋而建造凱旋門的傳統。

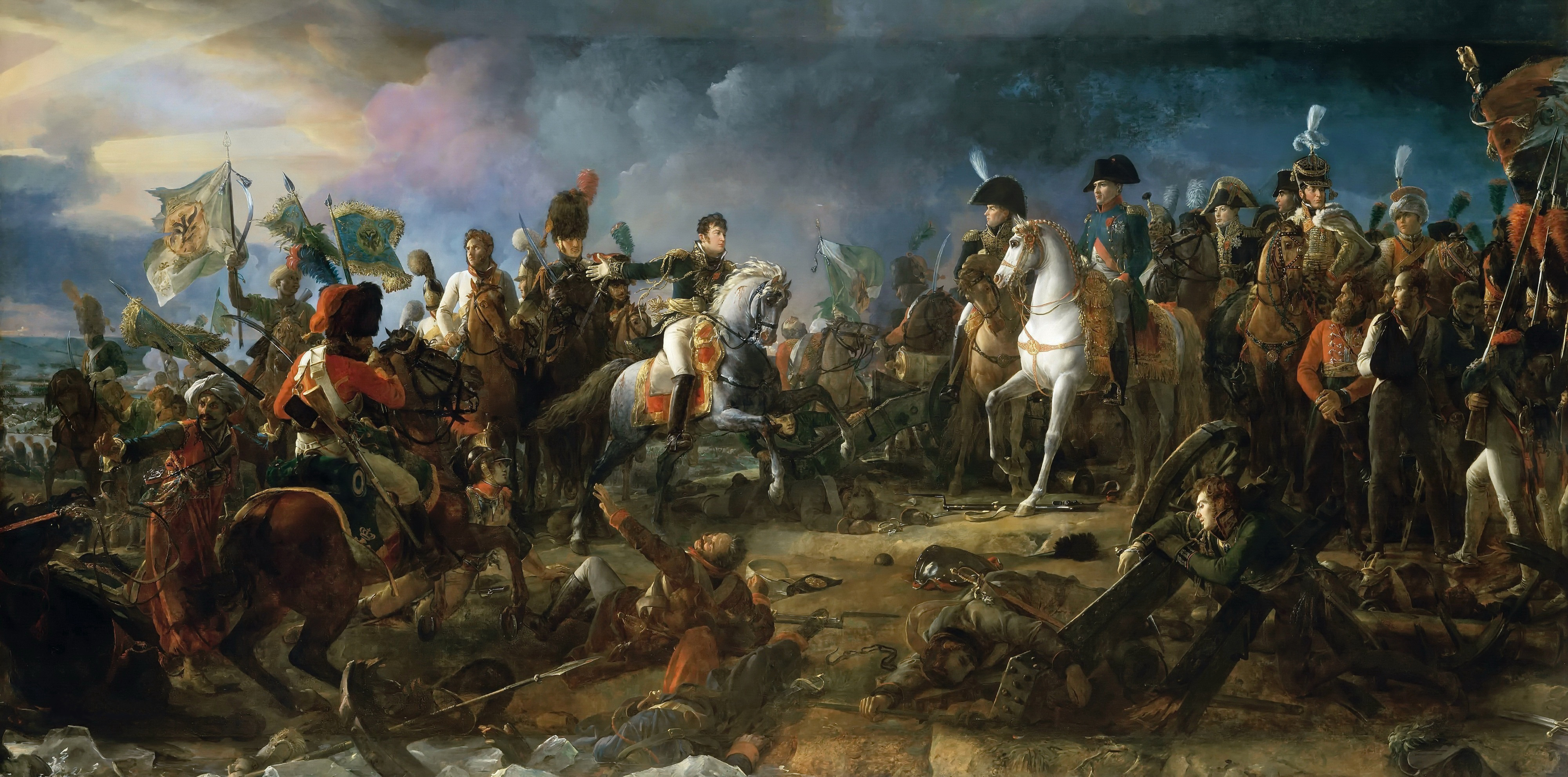
《奧斯特利茨战役中的拿破仑》，弗朗索瓦·热拉尔繪製，现藏于凡尔赛宫。

根據1806年2月18日頒布的帝國法令，拿破崙下令建造一座新的凱旋門以永誌法軍的勝利。他最初計畫將凱旋門建於林蔭大道的入口，即過去巴士底獄所在地附近，使人們進入聖安東尼郊區時能通過這座凱旋門。他希望將其作為一條橫貫羅浮宮與巴士底廣場的凱旋大道起點。然而，內政部長讓·巴普蒂斯特·尚帕尼以成本過高為由，說服皇帝將凱旋門選址於巴黎西部的星形廣場（Place de l'Étoile），以展現宏偉的景觀。
國務委員，伯爵讓·貝倫傑以償債基金總監的身分負責籌措資金。1806年2月26日的帝國法令明確規定，將從大軍團所繳納的貢款中撥出一百萬法郎用於此目的。償債基金自1806年3月1日起，每月應撥出五萬法郎供未來建築師使用，並撥出一萬五千法郎用於藝術及雕塑工程。

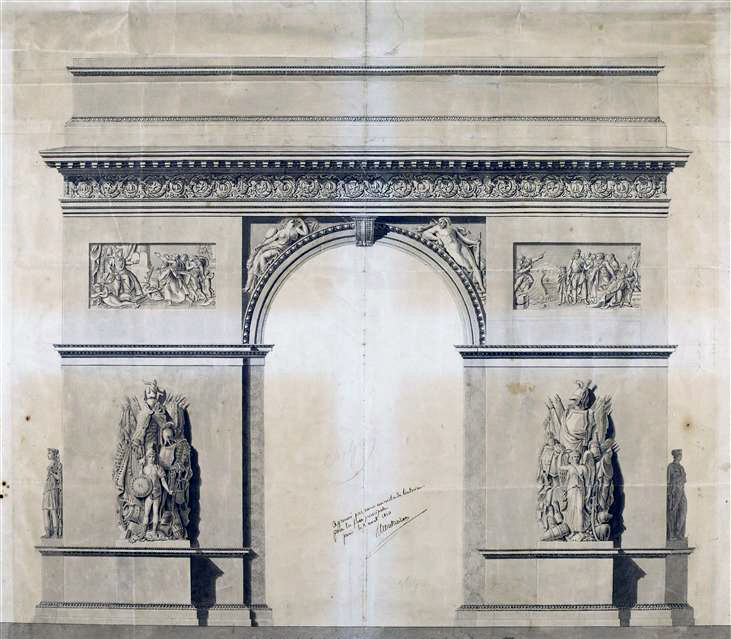
讓-沙爾格蘭於1806年提出的凱旋門設計方案。

在建築設計方面，建築師讓-沙爾格蘭與同業讓-阿諾·雷蒙同時受命負責專案。前者希望以獨立的圓柱裝飾凱旋門，而後者則主張使用附壁柱。兩種設計理念不相容，使得兩位建築師無法合作。內政部長尚帕尼裁決此爭議，迫使雷蒙體面退出。沙爾格蘭隨後刪除了柱式設計，並借鑑羅馬雅努斯拱門及提图斯凯旋门的立面設計。

### 建造過程
呈盾牌形，帶有銘文的奠基石於1806年8月15日（即皇帝生日）安置，並覆蓋上一塊青銅板以作保護。奠基儀式未舉行任何官方慶典，且幾乎未引起關注。基礎工程為長54.56米，寬27.28米，深7.55米的巨型基座，共耗費兩年時間完成。至1810年，四根橋墩已建至高出地面約一公尺。為慶祝與瑪麗·路易絲女大公的婚禮及進入巴黎，拿破崙撥款允許沙爾格蘭建造一座等比例實物大小的模型，以木構，灰泥和繪製畫布搭建而成，模型保存了相當長的一段時間，瑪麗·路易絲公主即在其下通過。不久後，沙爾格蘭於1811年突然去世，八天後雷蒙亦相繼辭世。
在拿破崙的首次失利（俄法战争）以及1814年法國戰役期間，凱旋門的建築已升至拱頂（大拱門的柱頂石於第45層安放完成），但在法国波旁复辟期間，工程被中斷並隨後遭到放棄。1823年，路易十八恢復施工，由建築師路易-羅貝爾·古斯特及讓-尼古拉·于約負責，工程由路易-艾蒂安·埃里卡爾·德·蒂里監督。此時，凱旋門被指定用來紀念保皇黨戰爭與聖路易斯十萬之子的勝利。
1830年，路易-菲利普一世恢復拿破崙一世的原始構想，但以和解的精神，將1792年至1815年間各方參戰部隊共同納入紀念範疇。路易-菲利普與阿道夫·梯也爾決定雕塑主題與藝術家名單，其中包括弗朗索瓦·吕德創作的《1792年志願軍出征》（通稱《馬賽曲》），以及讓-皮埃爾·科爾托的《拿破崙的凱旋》。更為壯觀的是位於凱旋門頂部的浮雕帶，分為兩部分：《軍隊出征》與《軍隊凱旋》，中間是一段頌揚國家的長場景。該工程最終於1832年至1836年間由建築師紀尧姆-阿貝爾·布盧埃完成，其名字亦被刻於紀念碑三層的紀念銘牌上。

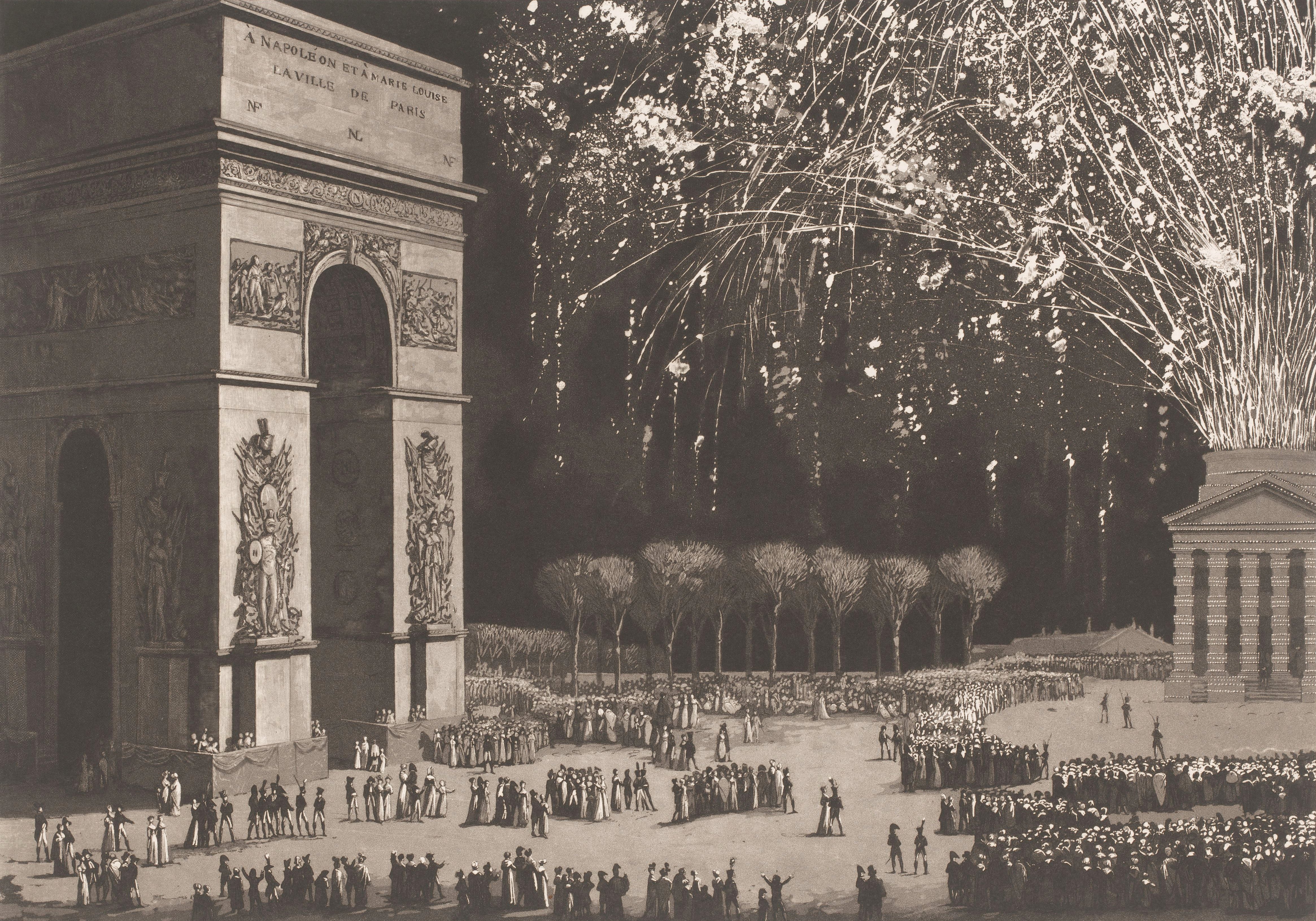
拿破崙一世與瑪麗·路易絲女大公在凱旋門比例模型前結婚，1810年4月2日。
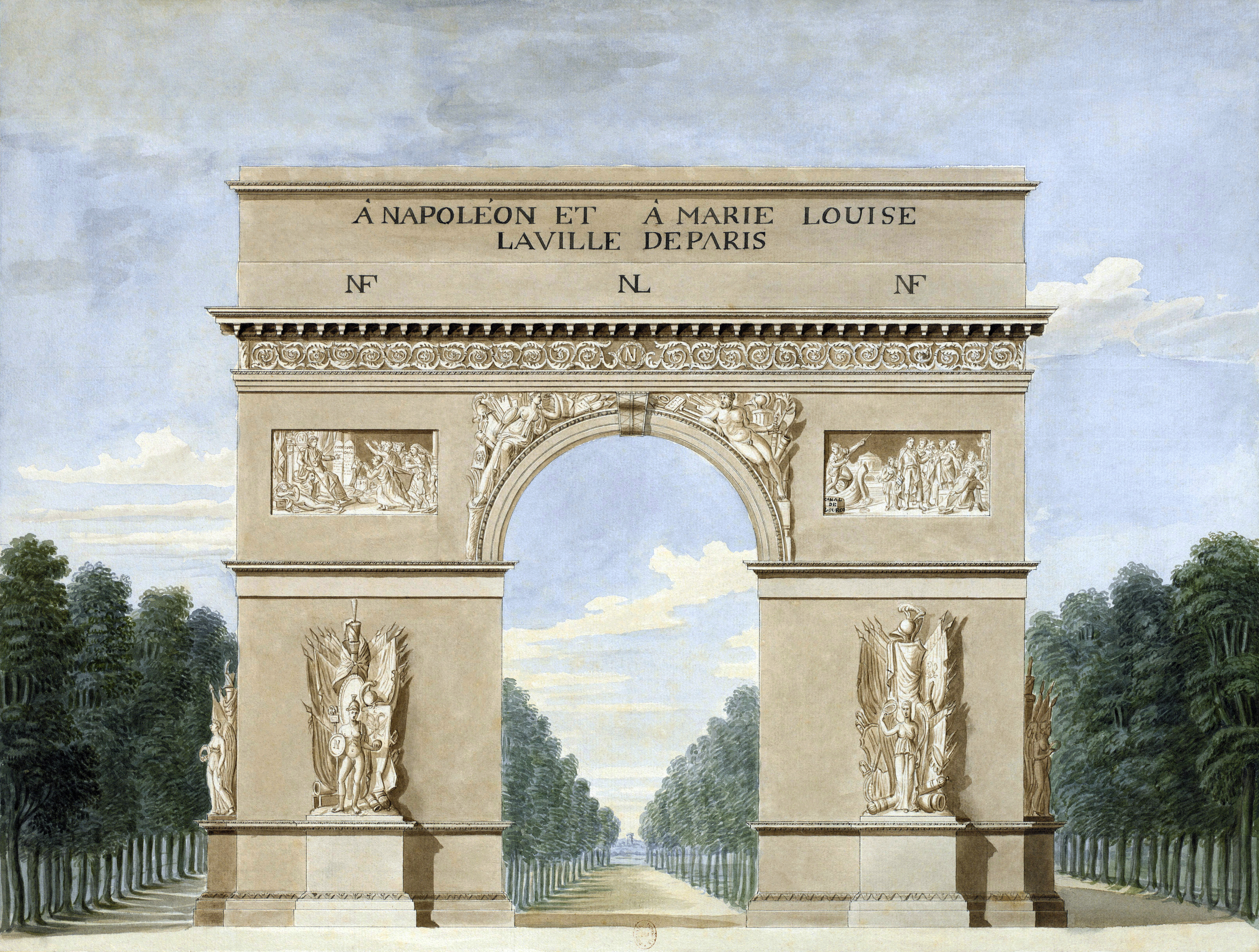
沙爾格蘭建造的凱旋門等比例木構，灰泥及畫布模型。
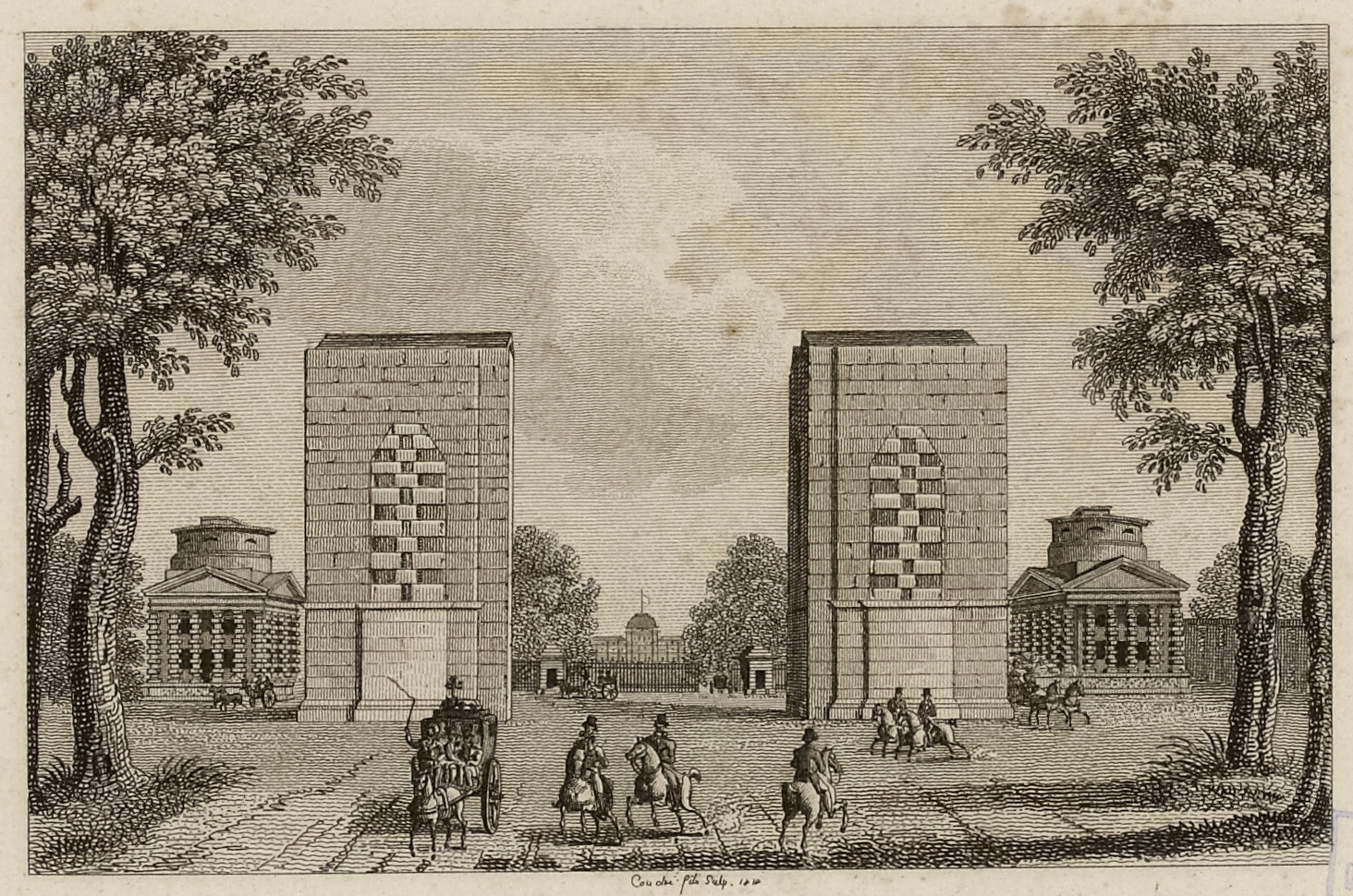
1818年，未完工的凱旋門位於星形路障（法语：Barrière de l'Étoile）兩座亭閣之間。
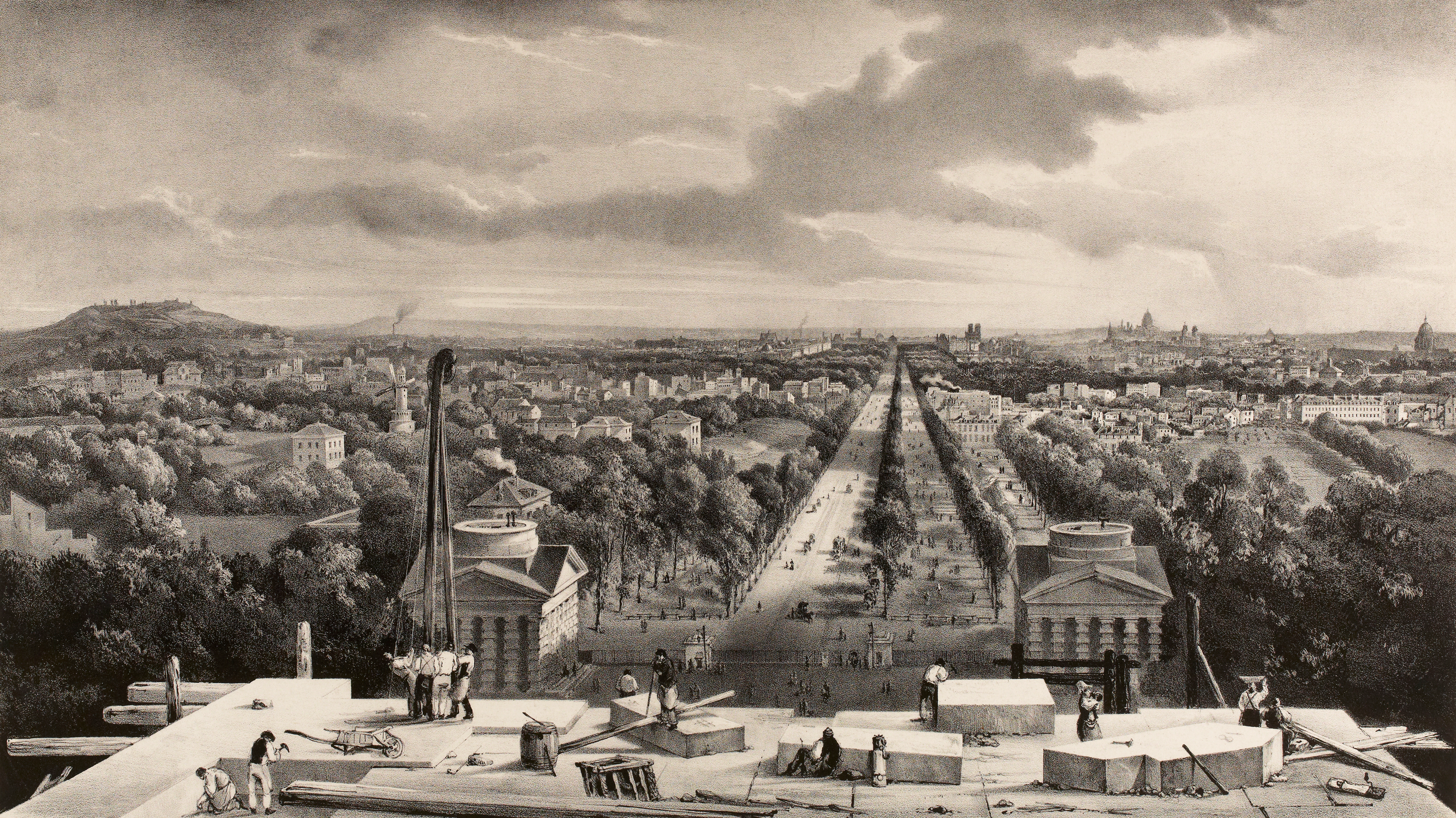
從凱旋門頂部拍攝的巴黎全景，當時仍在建造中，約1830年。

### 落成典禮

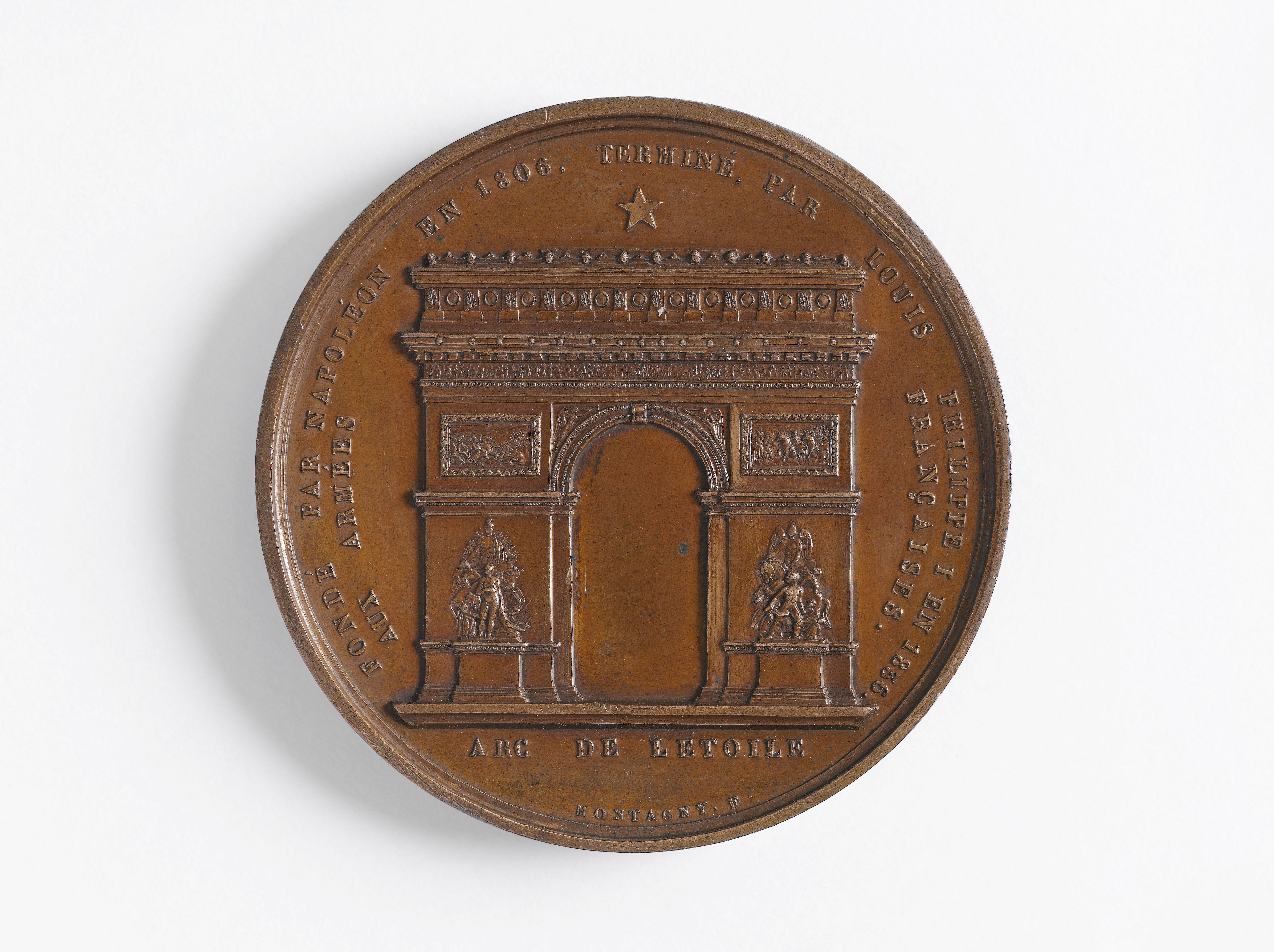
《星形凱旋門》。1806年由拿破崙一世奠基，1836年由路易-菲利普一世完成。獻給法國軍隊。讓-皮耶·蒙塔尼（1789-1862）設計的紀念獎章。

凱旋門於1836年7月29日舉行落成典禮，恰逢七月革命六週年紀念。起初，原計劃在路易-菲利普國王出席下舉行大規模閱兵，但由於國王於1836年6月25日剛遭遇新的刺殺未遂，因此決定取消閱兵。取而代之的是由國王宴請三百名賓客的大型宴會，而紀念碑則於當日上午七時在祕密情況下揭幕，僅有梯也爾及財政大臣安托萬·莫里斯·阿波利奈爾·達爾古出席。
1840年12月15日，從聖赫勒拿島遺骸返國的拿破崙靈柩經過凱旋門，最終安葬於榮軍院。
1842年，奥诺雷·德·巴尔扎克將凱旋門視為士兵對皇帝忠誠的象徵：
即便是那些最敵視皇帝的人們，也都向蒼天祈求祖國榮耀。即便是那些對歐洲與法國之間戰爭感到極度疲憊的人們，也都在經過凱旋門時放下了仇恨。
按照設計者的構想，凱旋門頂部原應加冕一組巨型雕塑。歷經多種方案，其中包括勝利女神，巨鷹，球體上的拿破崙，水塔甚至巴士底廣場大象雕塑等。1882年，雕塑家亞歷山大·法爾吉耶在空置的基座上安裝了一座木質與石膏製成，等比例的《四馬戰車雕塑》，象徵「法國或共和國駕著古代戰車，準備粉碎無政府與專制」。該雕塑被命名為《革命的勝利》（Triomphe de la Révolution），但因逐漸損壞於1886年被拆除，最終也未以青銅製作永久版本。今日仍可在多張歷史照片中見到凱旋門頂部帶有法爾吉耶雕塑的景象，包含1885年維克多·雨果國葬期間的影像。目前一座高約1.2公尺的小型大理石複製品仍陳列於格勒諾布爾美術館第17展廳。
自1896年2月6日起，凱旋門被列為法国历史遗迹。

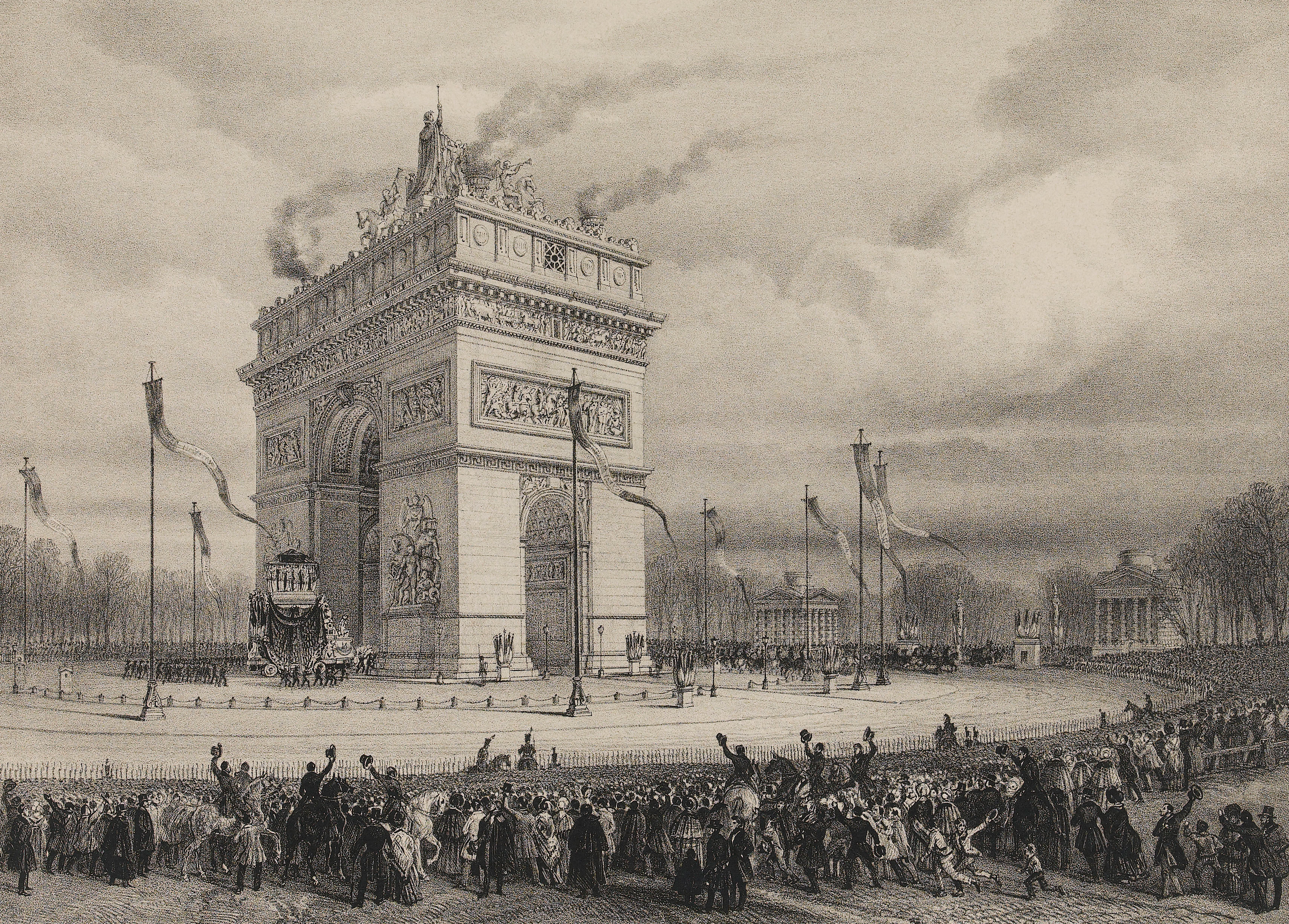
《遷葬拿破崙遺骸》，1840年12月15日。
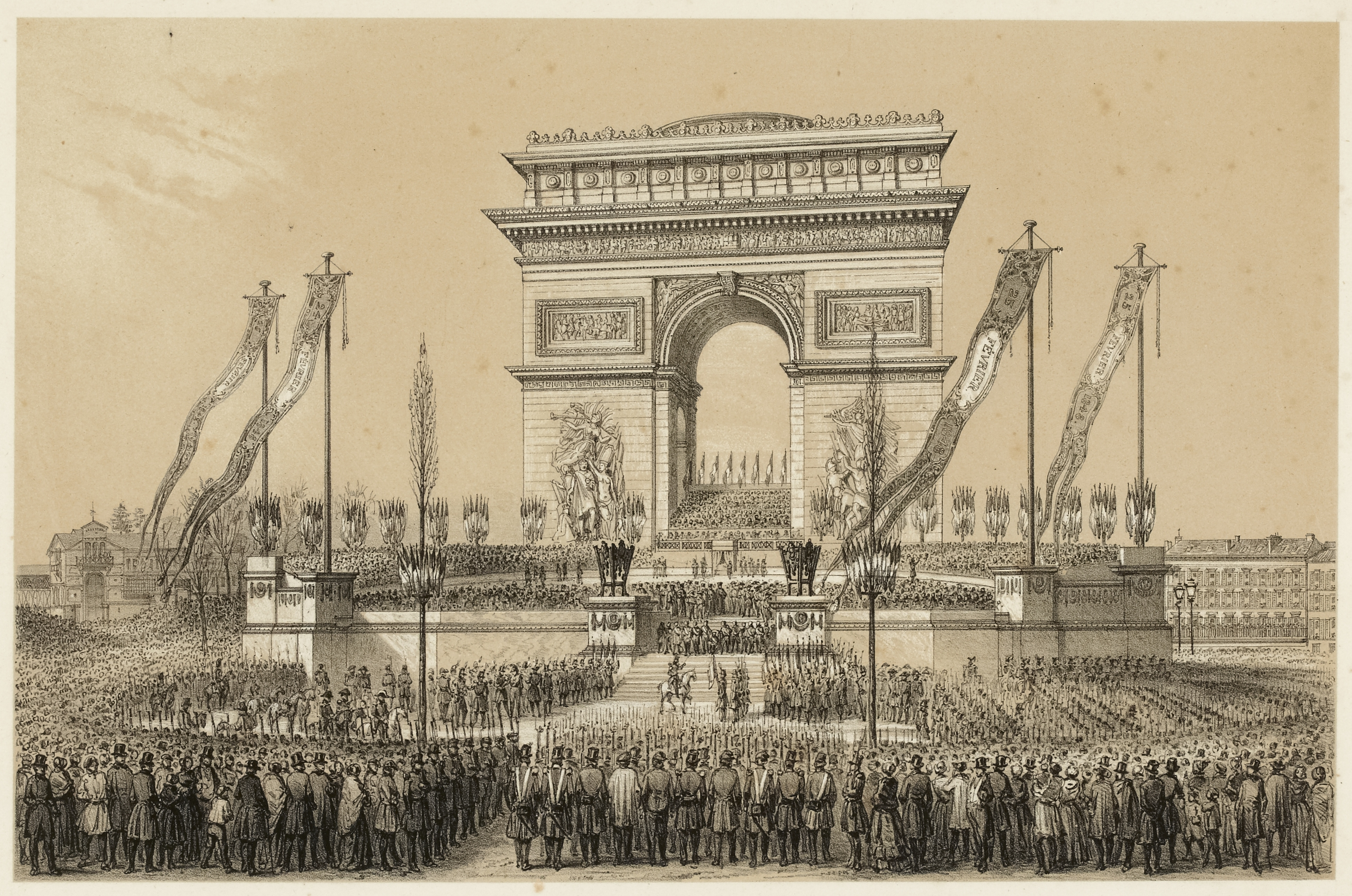
1848年4月20日兄弟節上交還軍旗的儀式。
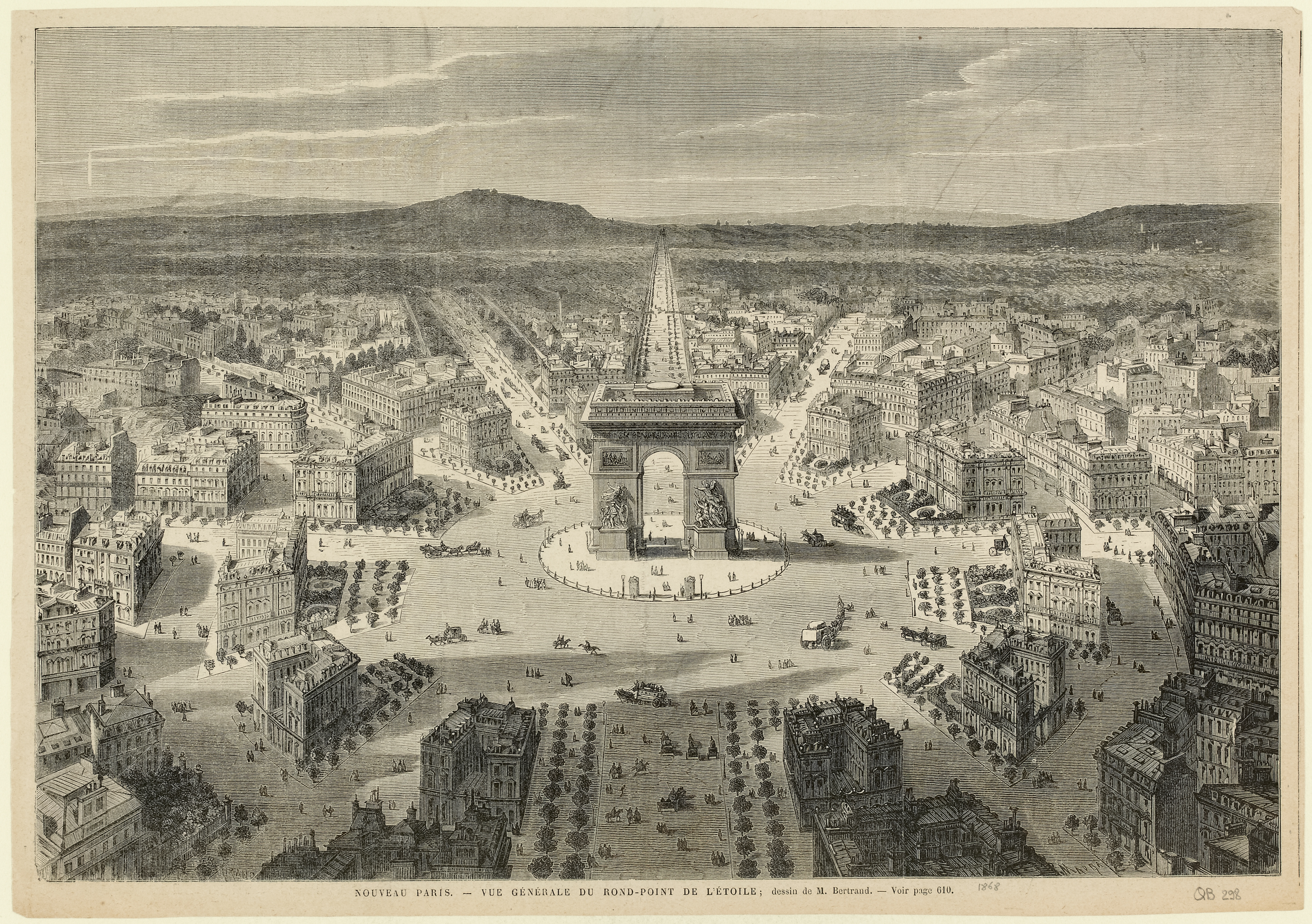
星形廣場的凱旋門。
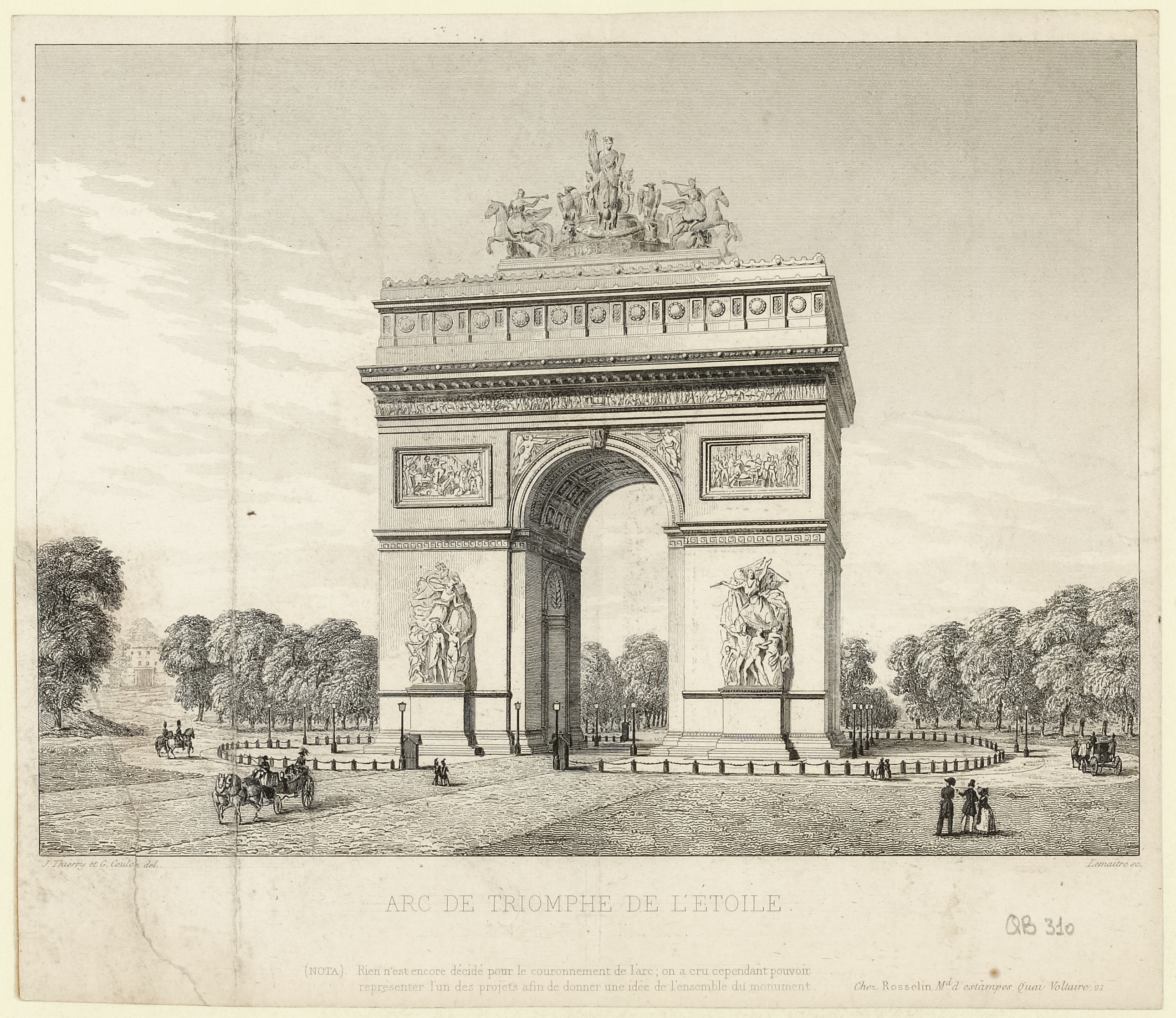
1882至1886年間安裝於凱旋門上的石膏製四馬戰車雕塑。

### 20世紀

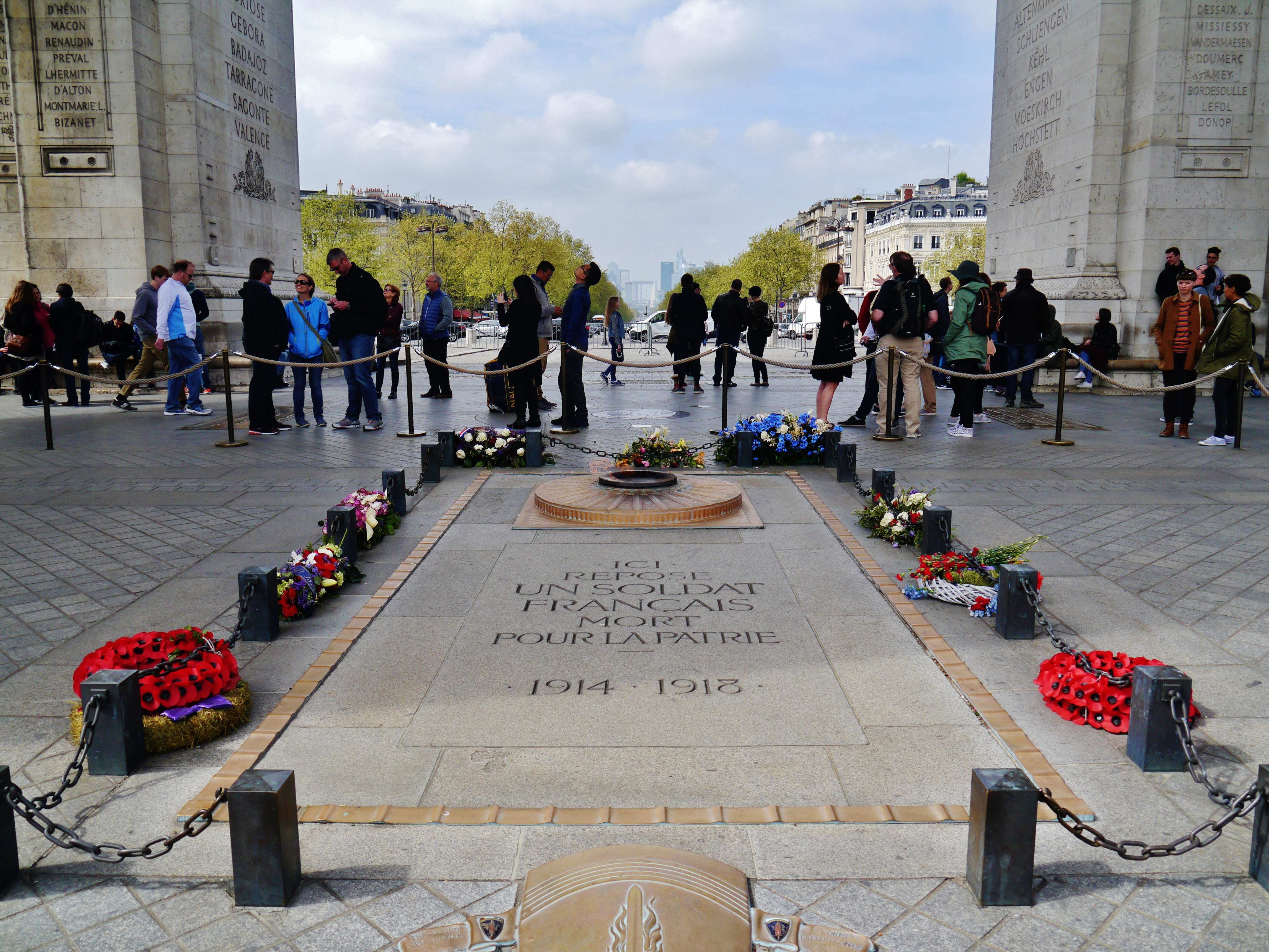
凯旋门下的無名戰士墓。

1919年7月14日的紀念儀式上，由建築師安托萬·薩托里奧設計的一座巨型衣冠塚被安置於凱旋門下方。該結構為一座高17.5公尺，重30噸的鍍金石膏塔，飾有勝利女神像，略微向右偏移，以便軍隊通過。無名戰士墓於1920年11月11日安置在凱旋門之下，被認為安葬一名於第一次世界大戰中陣亡的無名士兵，以象徵性紀念在此次戰役中為法國犧牲的的150萬軍人。
1919年8月7日，即1919年巴黎勝利遊行三週後，夏爾·戈德弗魯瓦駕駛他的紐波特雙翼飛機飛越了凱旋門的主拱頂，這一事件被拍攝成新聞影片。此次飛行任務原由飛行員讓·納瓦拉負責，但他於1919年7月10日在維拉庫布萊附近執行飛行訓練時墜機身亡。
1938年，為防止在第二次世界大戰中遭受破壞，法國官方對凱旋門上弗朗索瓦·呂德創作的《馬賽曲》浮雕進行石膏翻模。1940年6月14日，納粹德軍首次在凱旋門下閱兵。同年11月11日，巴黎香榭麗舍大道及凱旋門前爆發由中學生與大學生發起的示威，為法國最早的公開抗德行動之一，但該示威最終遭納粹嚴厲鎮壓。1944年8月26日，巴黎解放後，法國將軍夏爾·戴高樂步行沿香榭麗舍大道，前方由法國第2裝甲師的四輛坦克開道。
1968年5月30日五月風暴期間，由安德烈·馬爾羅和米歇爾·德勃雷領導的政府支持者舉行大規模遊行，遊行隊伍沿香榭麗舍大道展開，參與人數介於30萬至50萬人之間。
1995年，阿爾及利亞伊斯蘭武裝組織在凱旋門附近放置了一枚炸彈，造成17人受傷。1998年7月12日，在法國國家足球隊以3比0奪得世界盃決賽勝利後，逾百萬人於香榭麗舍大道慶祝。次日，法國隊乘坐巴士沿大道遊行。2000年奪得歐洲足球錦標賽冠軍後，亦出現類似場景。

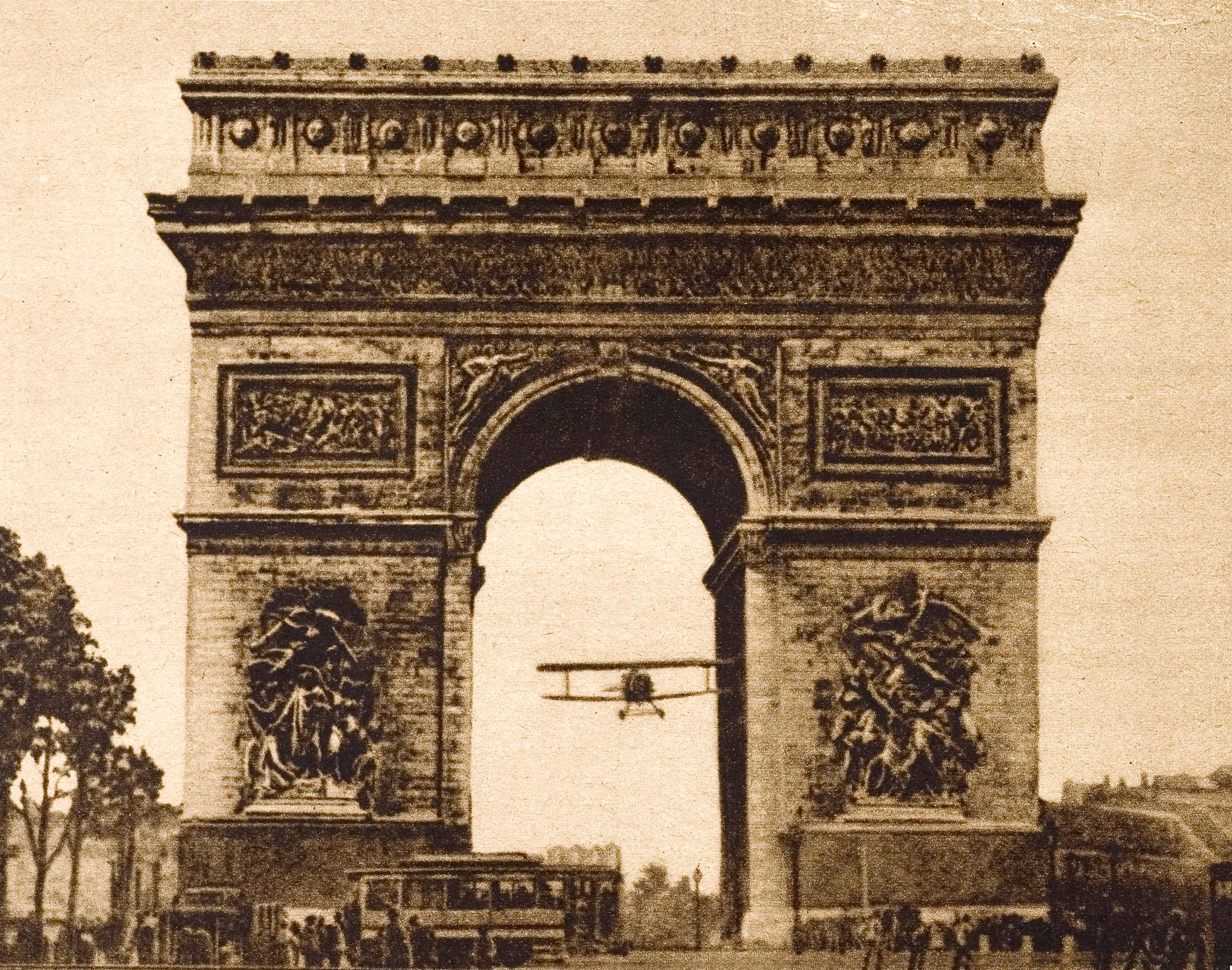
1919年夏爾·戈德弗魯瓦（英语：Charles_Godefroy）飛越凱旋門。
1921年，以凱旋門為中心的巴黎鳥瞰圖。
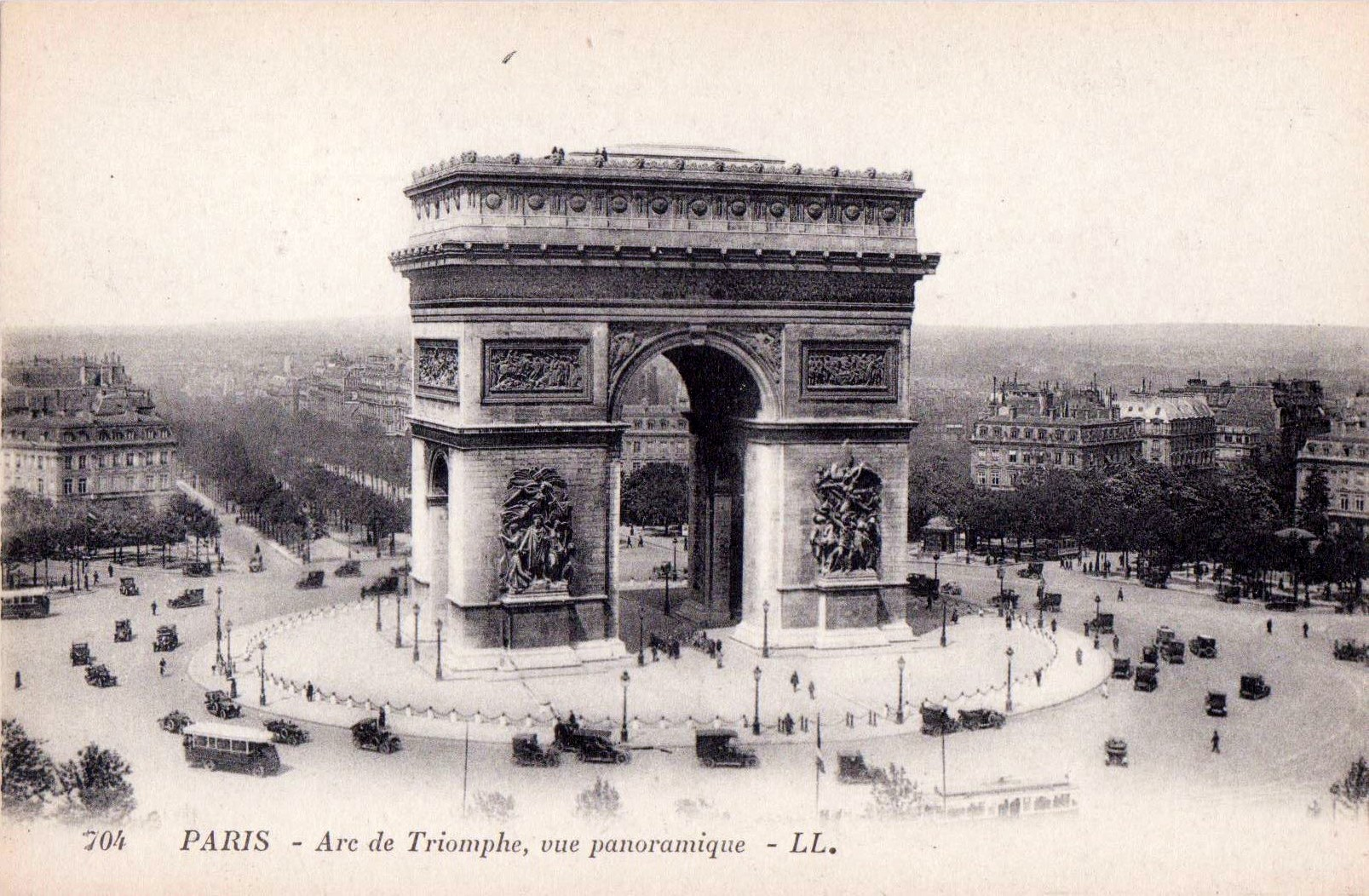
1920年代星形廣場的凱旋門。
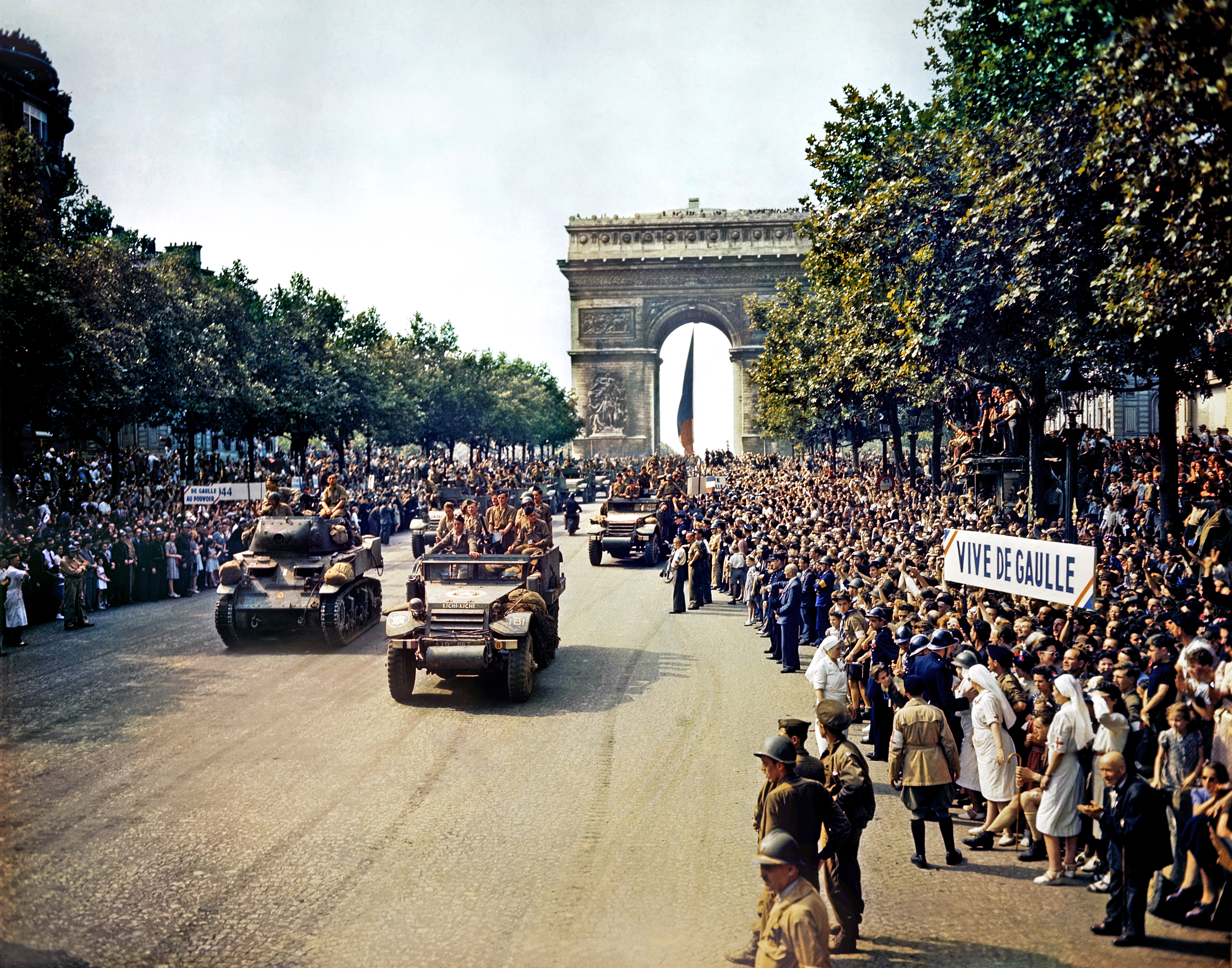
1944年8月26日巴黎解放時的凱旋門。
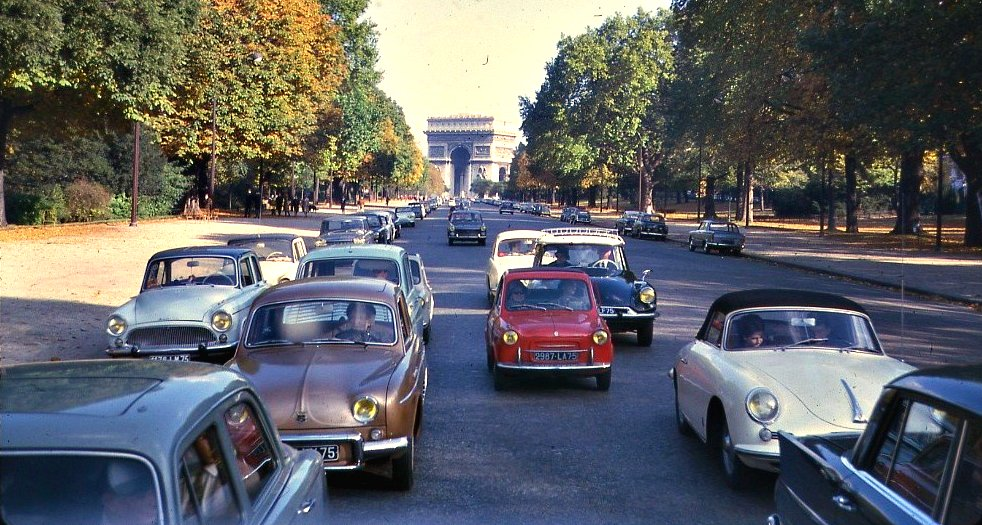
1962年，從福煦大街遠眺凱旋門。

### 21世紀
2008年2月，凱旋門全新常設展「戰爭與和平之間」（Entre guerres et paix）正式啟用，由藝術家莫里斯·貝納永與建築師克里斯托夫·吉羅（Christophe Girault）共同策劃完成。
2018年12月1日，凱旋門在黃背心運動的行動中遭受人為破壞，部分示威者闖入建築並造成嚴重損毀。法國文化部長弗兰克·里斯特表示整體修復費用估計約為120萬歐元。在2021年3月的審判中，八名示威者被判定闖入並破壞凱旋門罪名成立，雖獲判處輕刑，但主要肇事者身份仍未確認。
2021年9月，作為藝術家克里斯多與珍妮-克勞德自1960年代初策劃的遺作項目「凱旋門，包裹」的一部分，凱旋門被銀藍色布料與紅繩臨時包裹持續兩週。

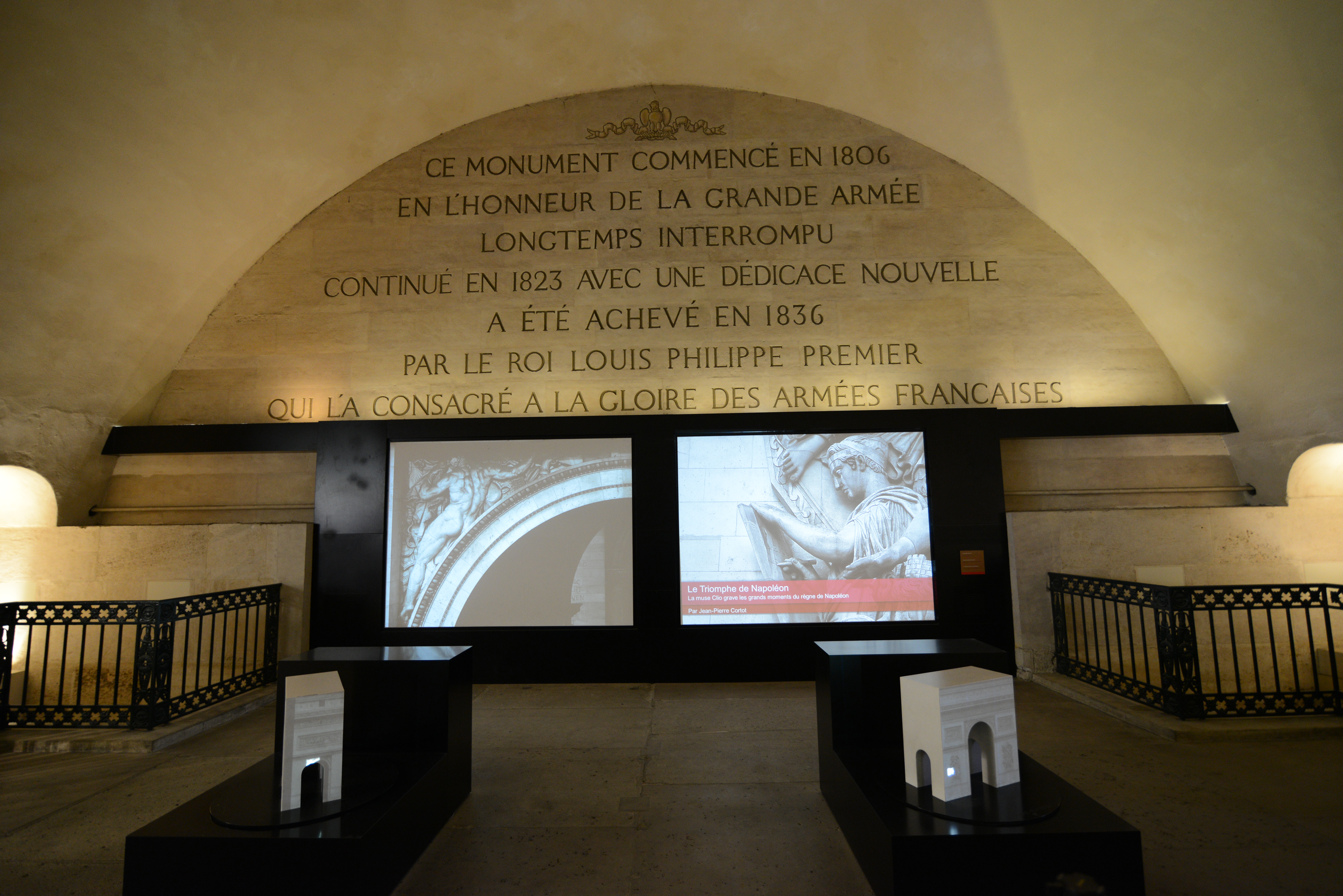
2008年啟用的凱旋門常設展。
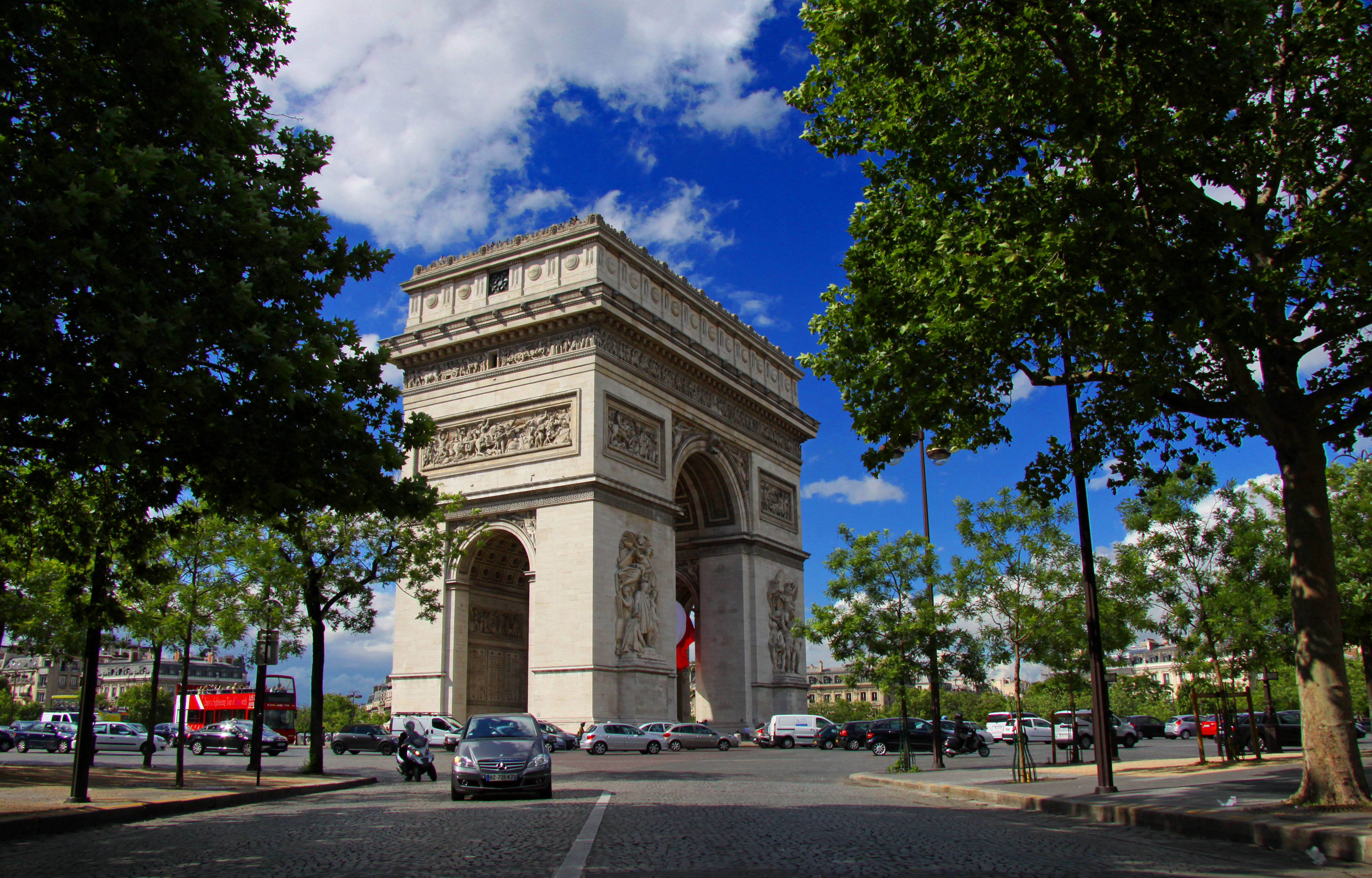
2012年，從耶拿大街遠眺凱旋門。
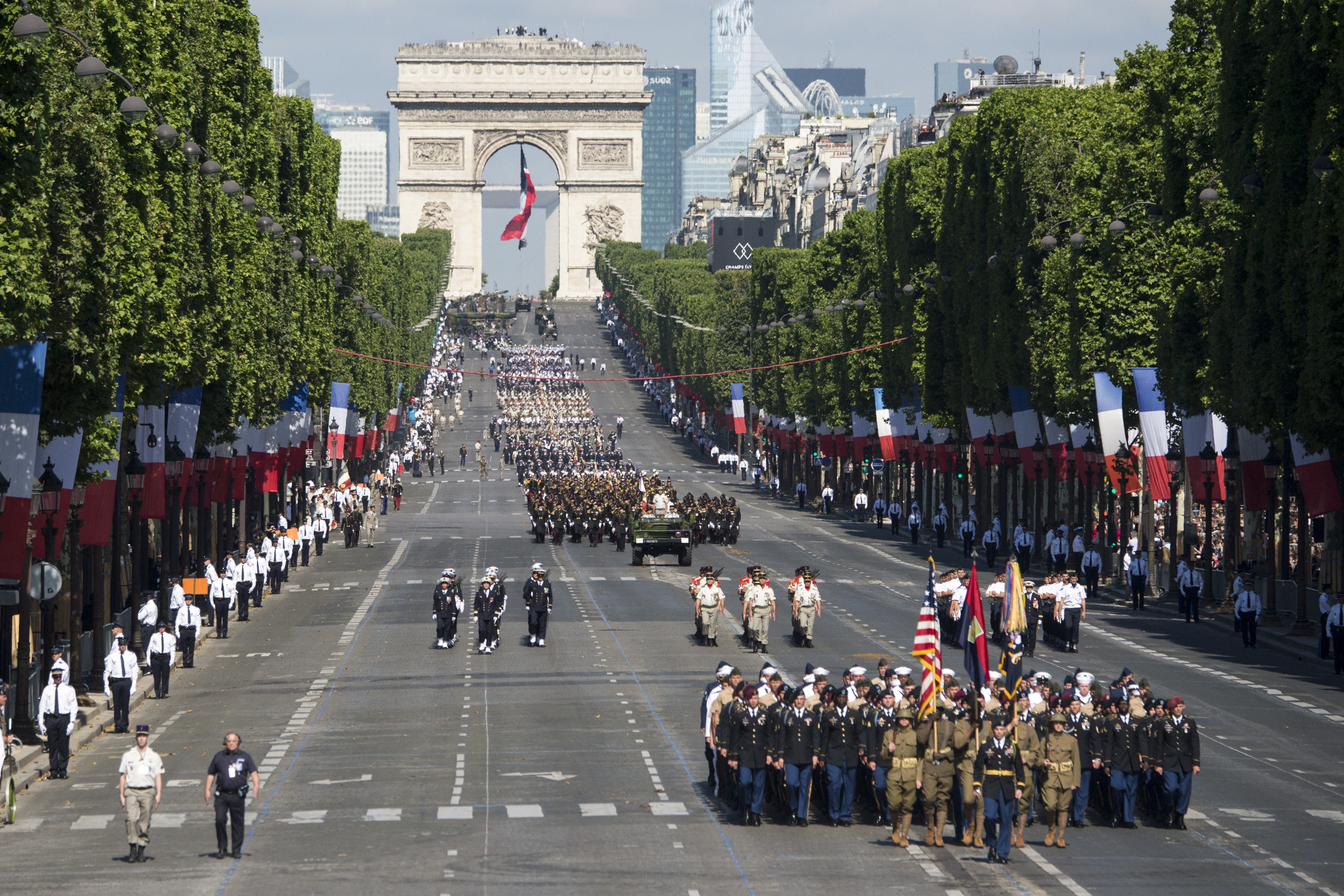
2017年巴士底日閱兵。
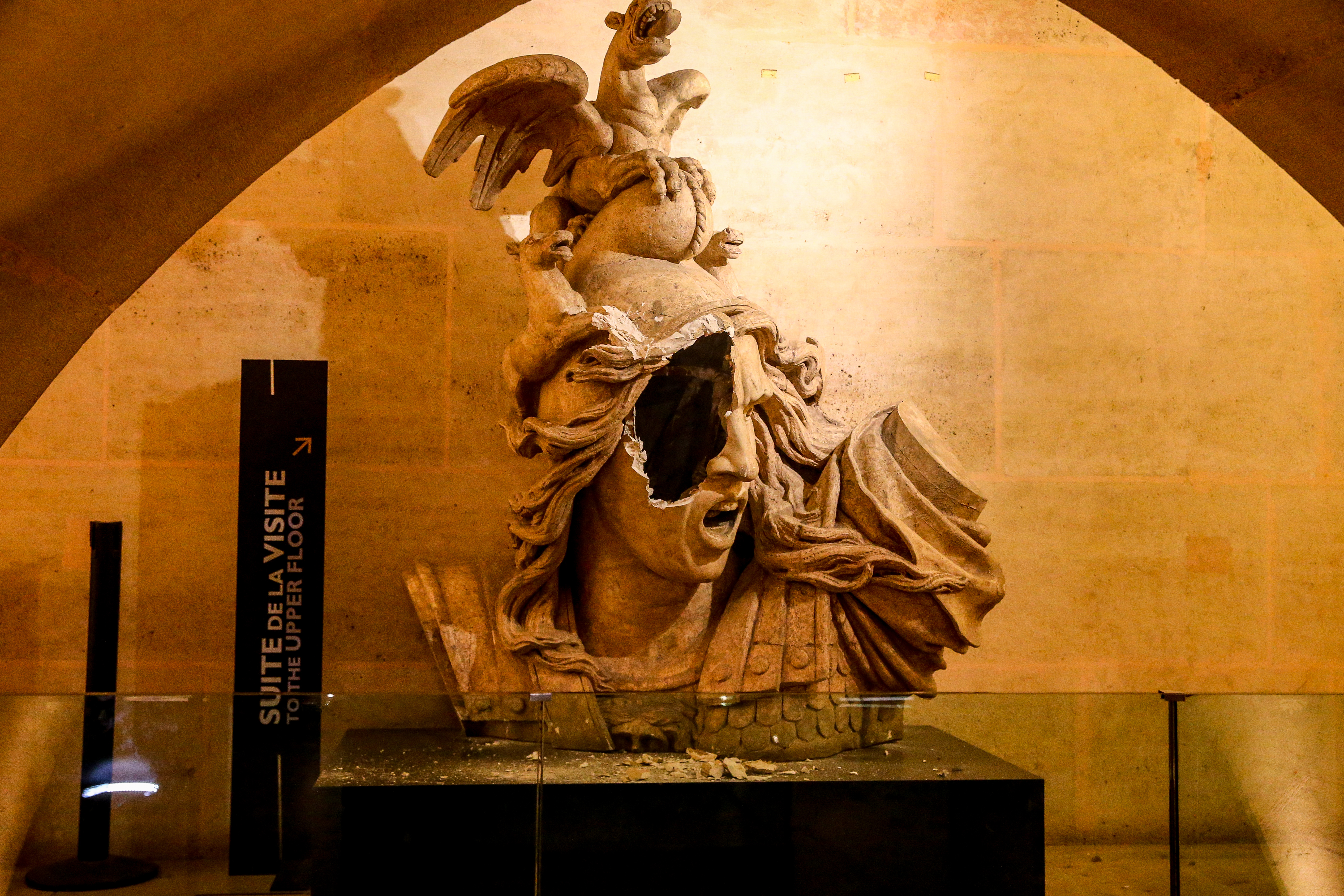
2018年12月凱旋門遭受破壞現場。
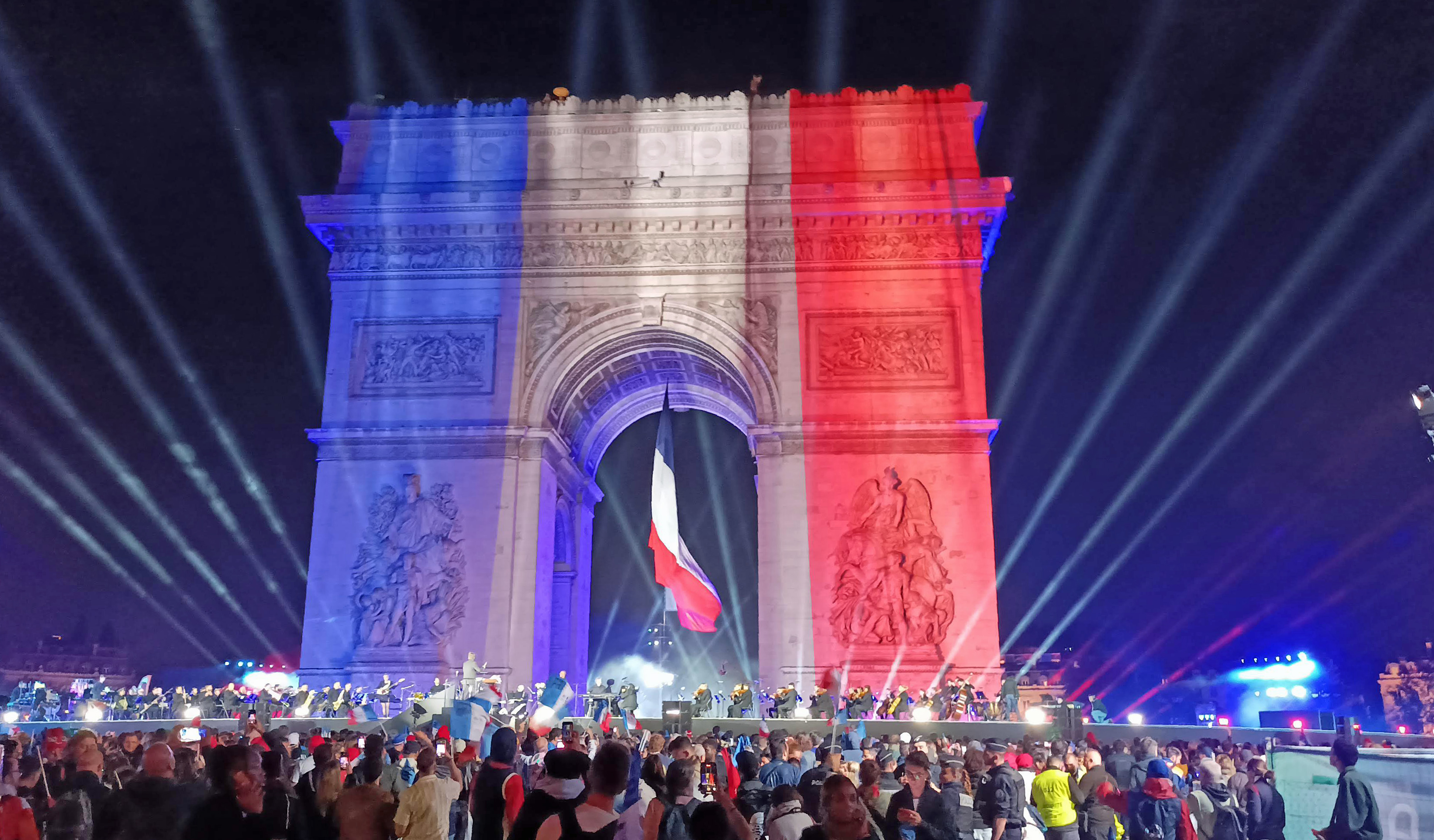
2024年夏季奧林匹克運動會期間的燈光秀。

## 雕塑細節
巴黎凱旋門的立面結構可分為數層，主立面拱腳正面第一層設有置於基座上的半圆雕群。該飾帶上方是一道由檐壁組成的第一條帶，包括一條飾有希腊回纹的雕帶以及一條凸出的簷口。第二層以大型矩形石框為主，飾有淺浮雕；其上方是一條包含敘事浮雕的檐壁，簷口同樣外凸。第三層為建築垂直分層中的屋頂牆層，裝飾有30個盾。

### 高浮雕
拱腳側壁緊貼著四座置於高座上的高浮雕，這些寓意化的雕塑高度達18公尺，分別為：
- 由弗朗索瓦·吕德創作的《1792年志願兵出發》，俗稱《馬賽曲》[34]。
- 由讓-皮埃爾·科爾托（英语：Jean-Pierre Cortot）創作的《1810年凱旋》。
- 由安托萬·埃泰克斯（英语：Antoine Étex）創作的《1814年抵抗》。
- 由安托萬·埃泰克斯（英语：Antoine Étex）創作的《1815年和平》。

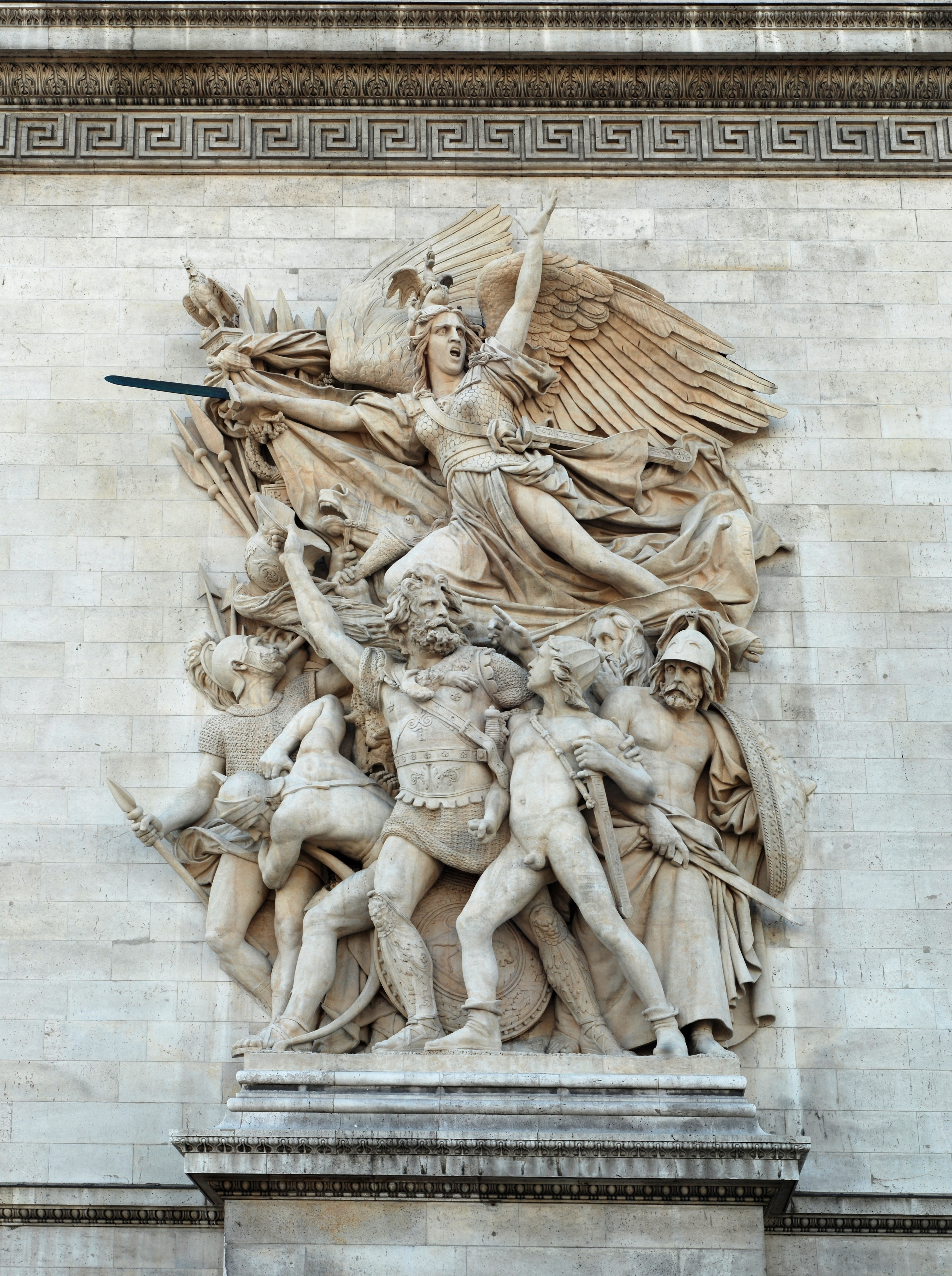
《出征》，1792年。
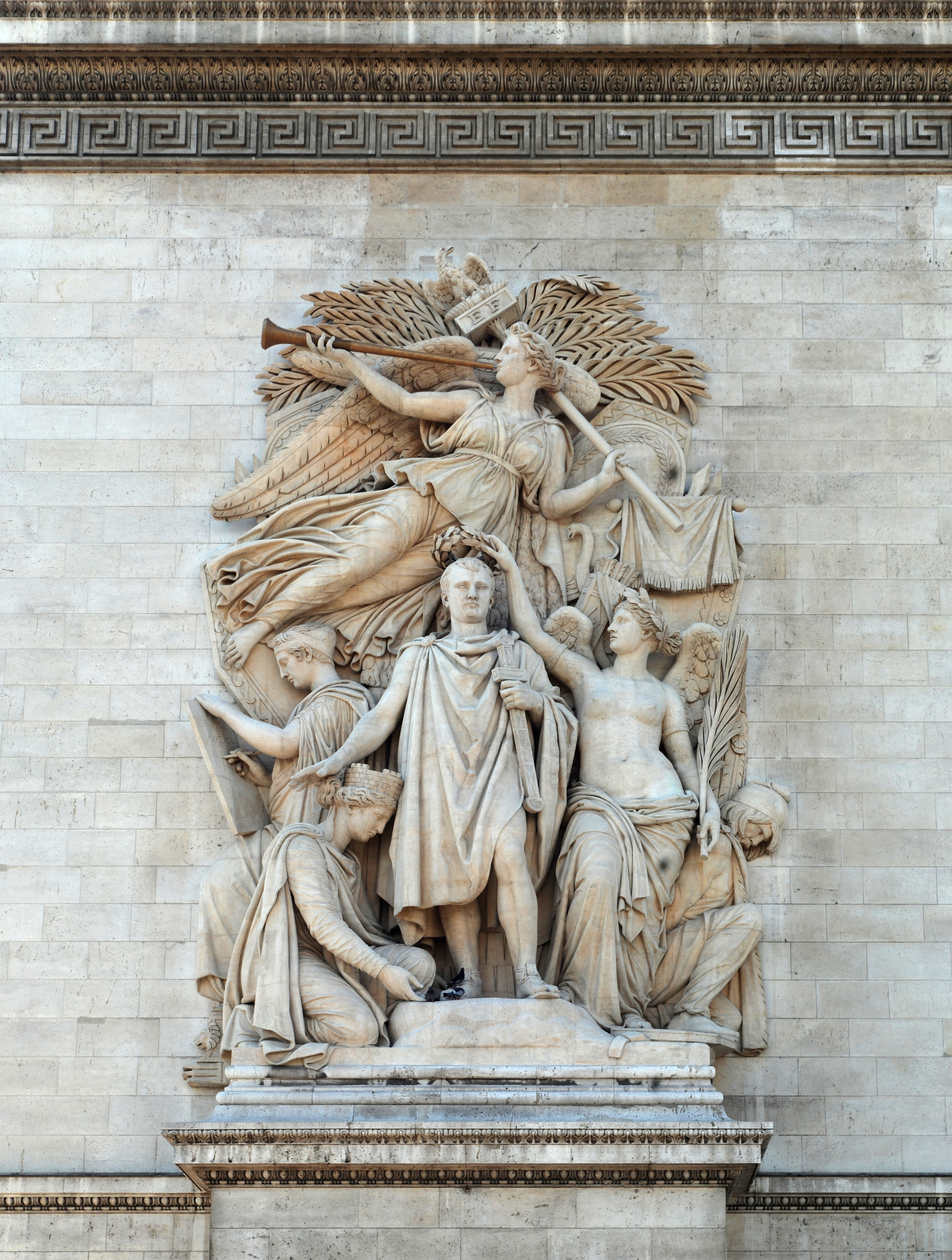
《勝利》，1810年。
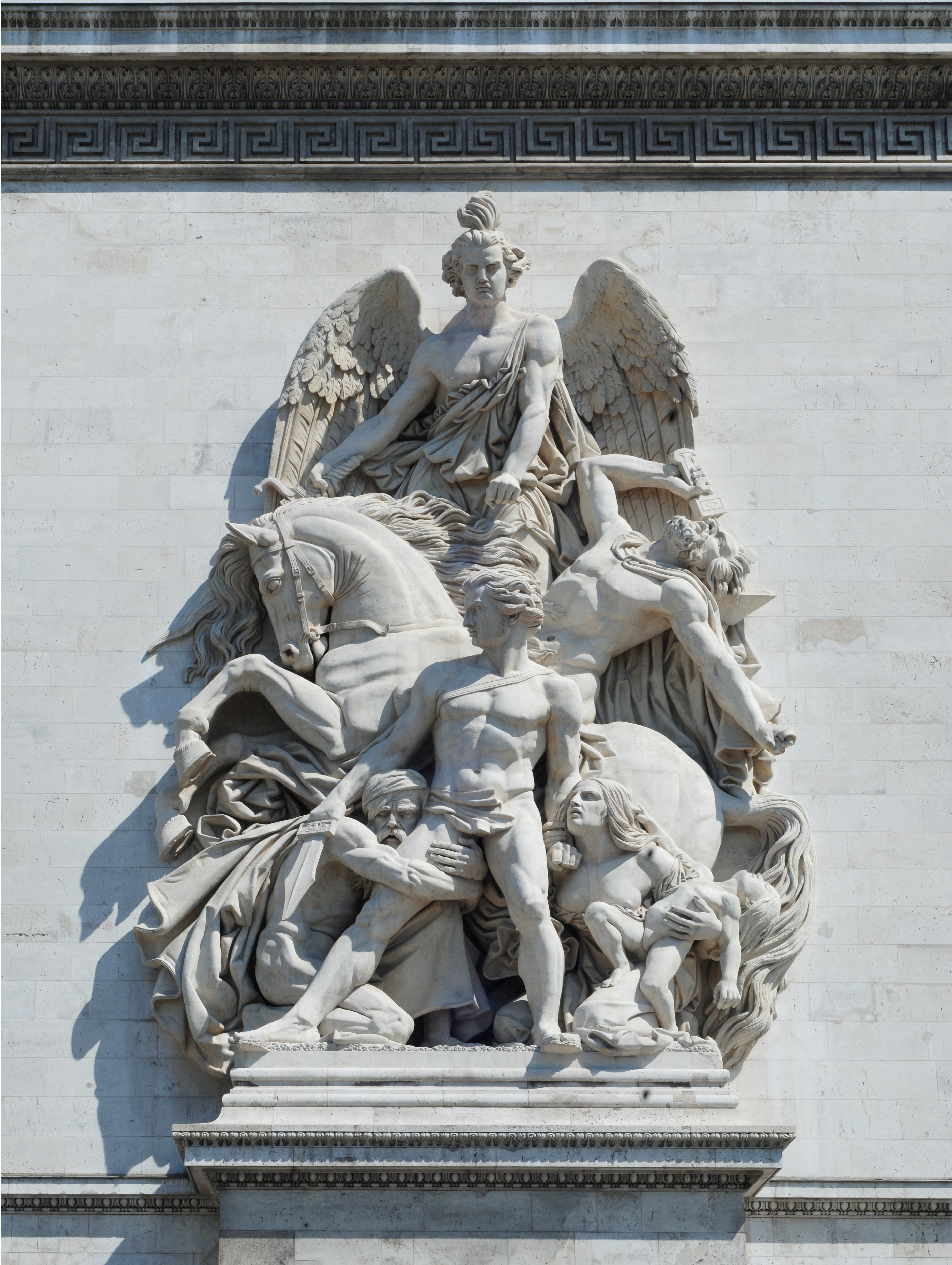
《抵抗》，1814年。
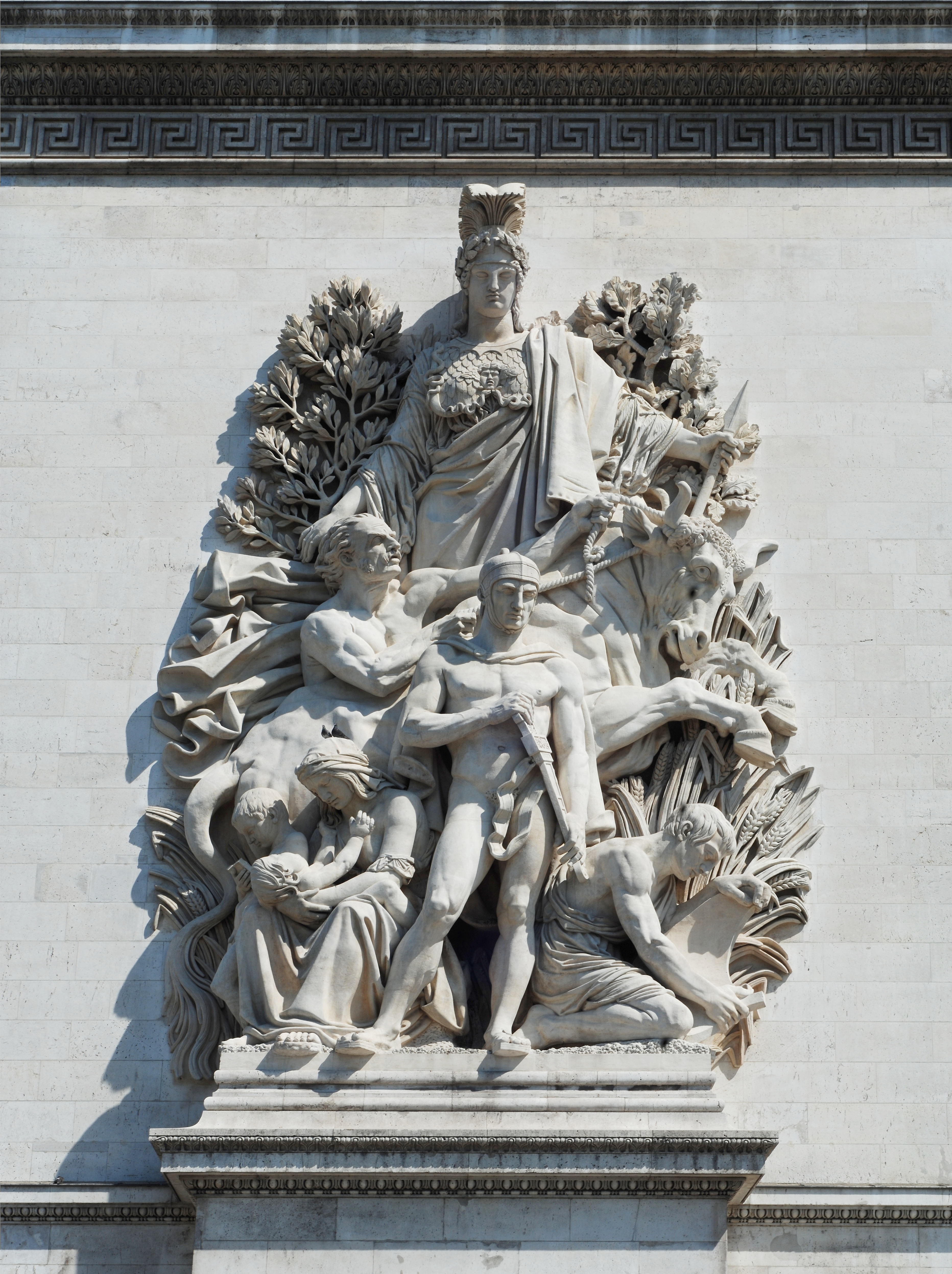
《和平》，1815年。

### 浅浮雕
六個較小的淺浮雕雕刻於凱旋門的各面，刻畫革命與帝國時期的場景。這些浮雕位於四座大型雕塑群的上方及拱門側面：
- 由菲利普·約瑟夫·亨利·斯勒梅爾（英语：Philippe_Joseph_Henri_Lemaire）創作的《1796年9月21日馬爾梭將軍葬禮》（南側右面）。
- 由貝爾納·瑟爾（英语：Bernard Seurre）創作的《1799年7月25日第一次阿布基爾戰役》（南側左面）。
- 由卡羅·馬洛凱蒂（英语：Carlo Marochetti）創作的《1792年11月6日熱馬佩之戰》（東面）。
- 由讓-雅克·弗歇爾（英语：Jean-Jacques Feuchère）創作的《1796年11月15日阿科萊戰役》（北側右面）。
- 由約翰-艾蒂恩·查邦尼爾（英语：John-Étienne Chaponnière）創作的《1798年7月3日攻佔亞歷山大港》（北側左面）。
- 由讓-弗朗索瓦-西奧多·蓋什特（英语：Jean-François-Théodore Gechter）創作的《1805年12月2日奧斯特利茲戰役》（西面）。

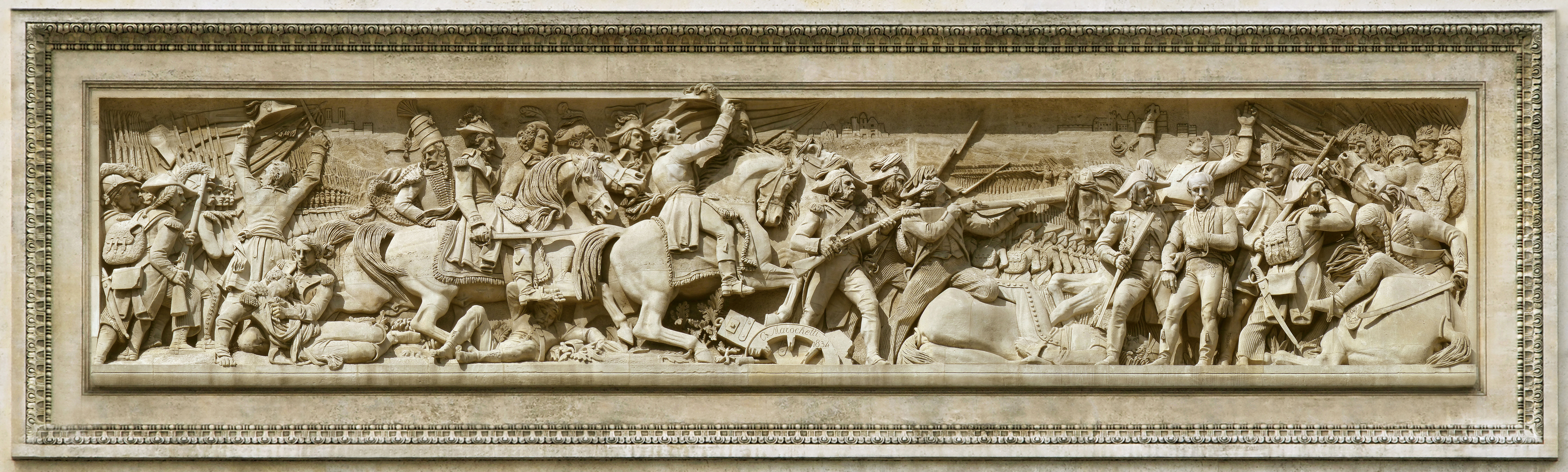
「热马普战役」，1792年11月6日。
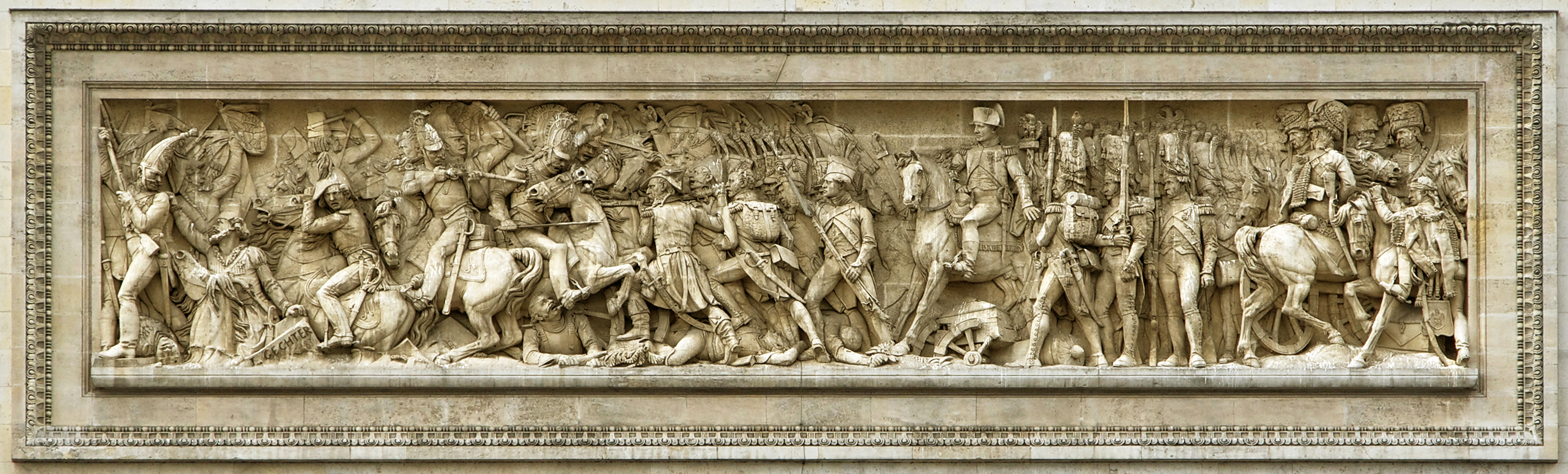
「奧斯特利茨戰役」，1805年12月2日。

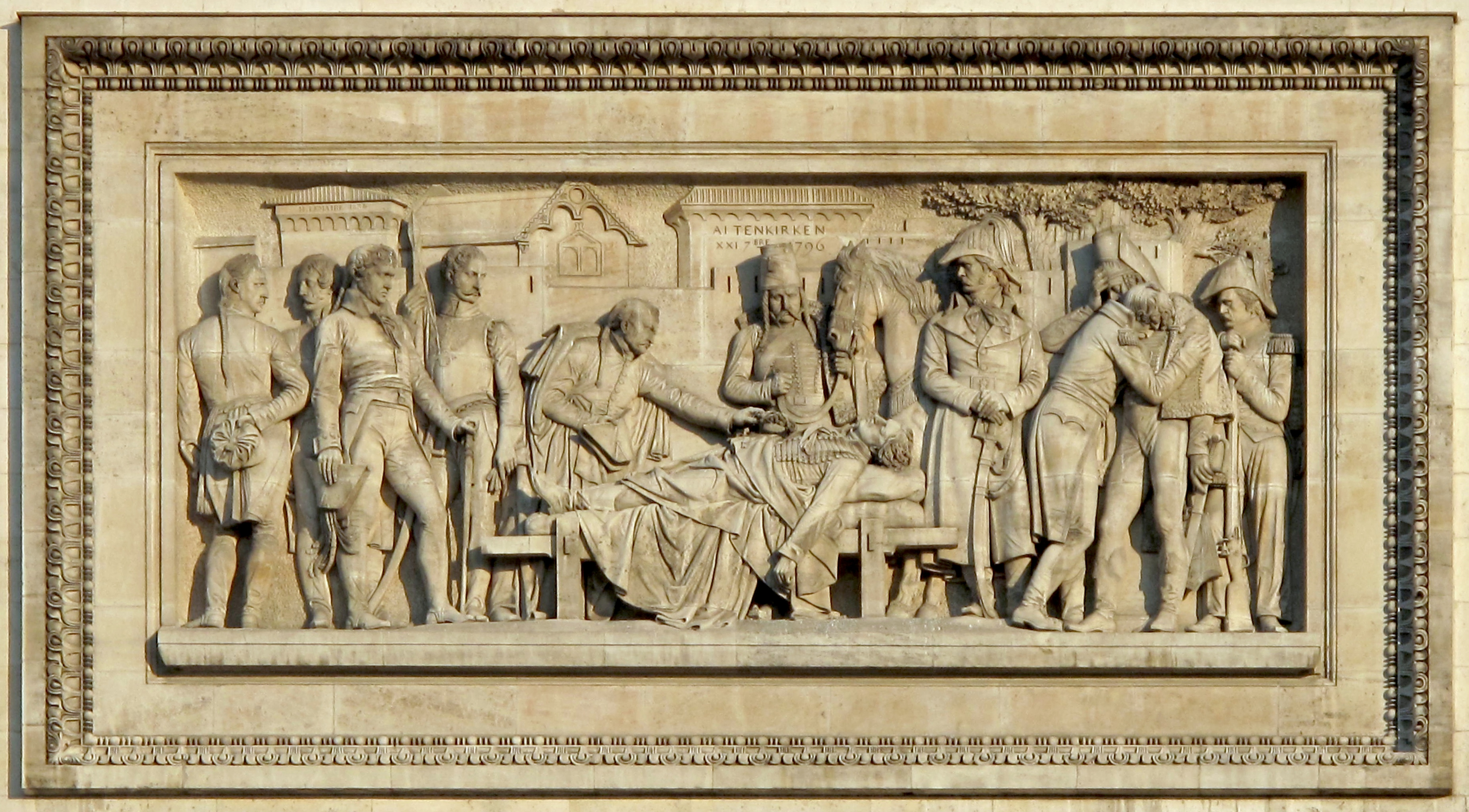
「马尔梭将军的葬礼」，1796年9月21日。
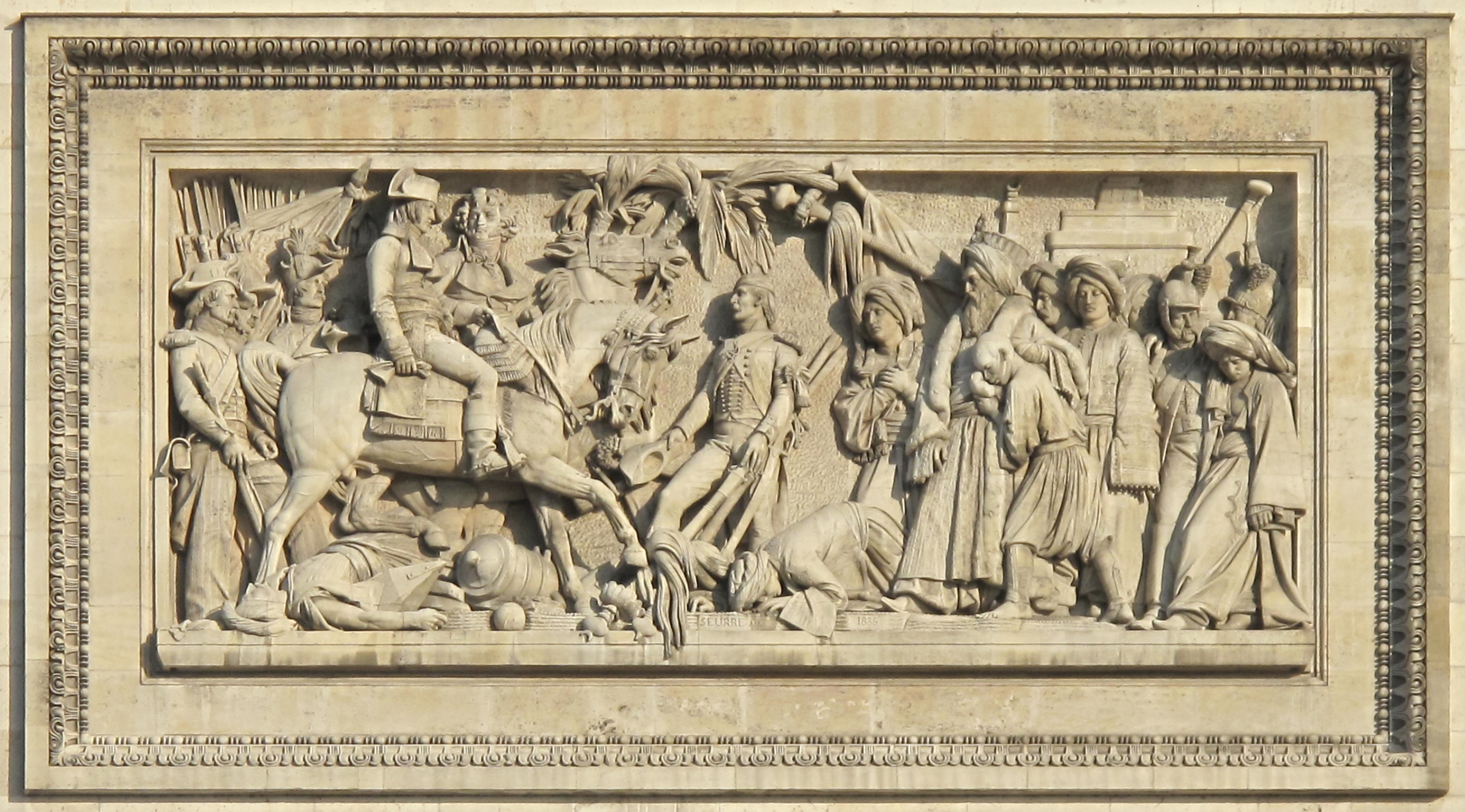
「第一次阿布基爾戰役（英语：Battle of Abukir (1799)）」，1799年7月25日。
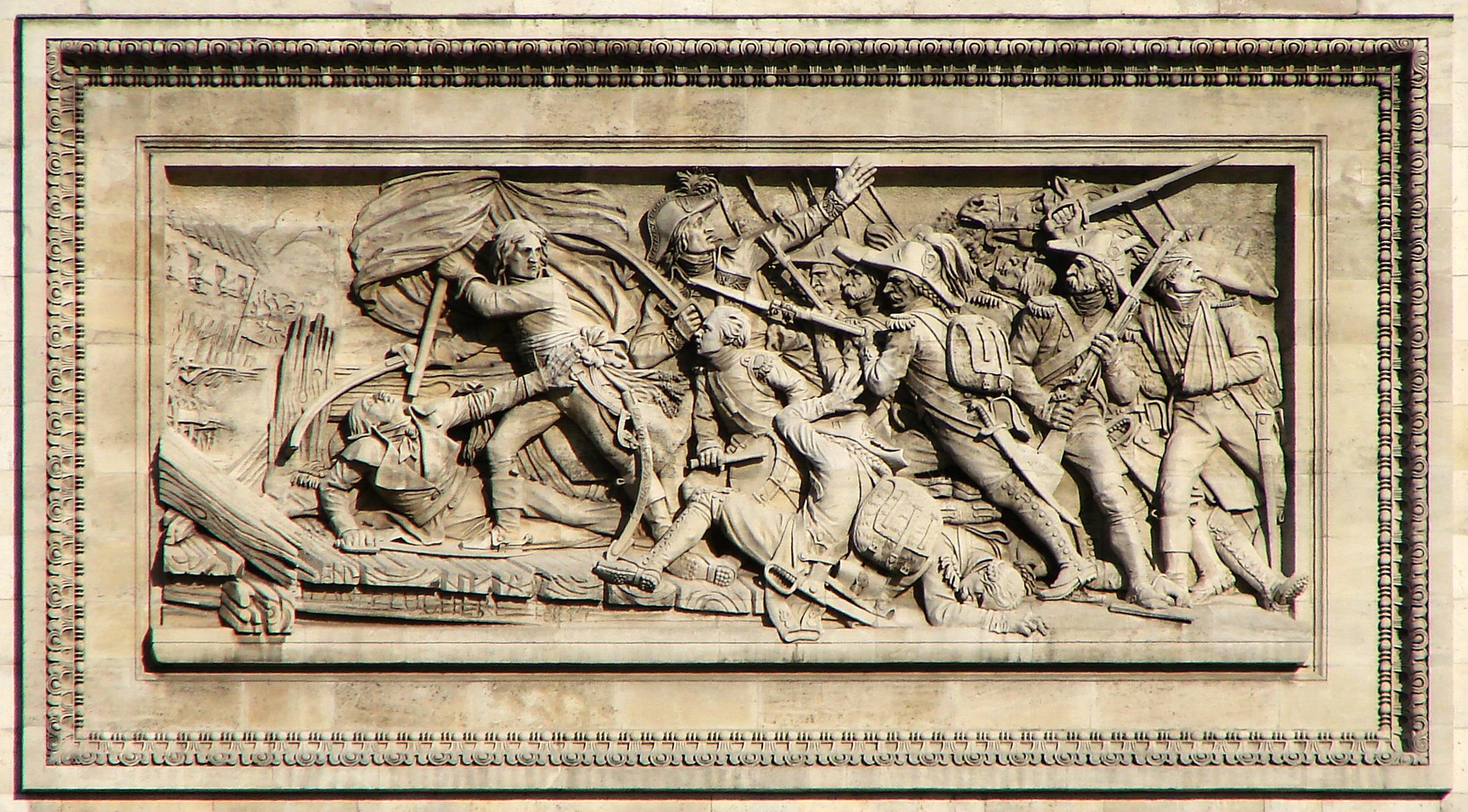
「阿科莱战役（英语：Battle of the Bridge of Arcole）」，1796年11月15日。
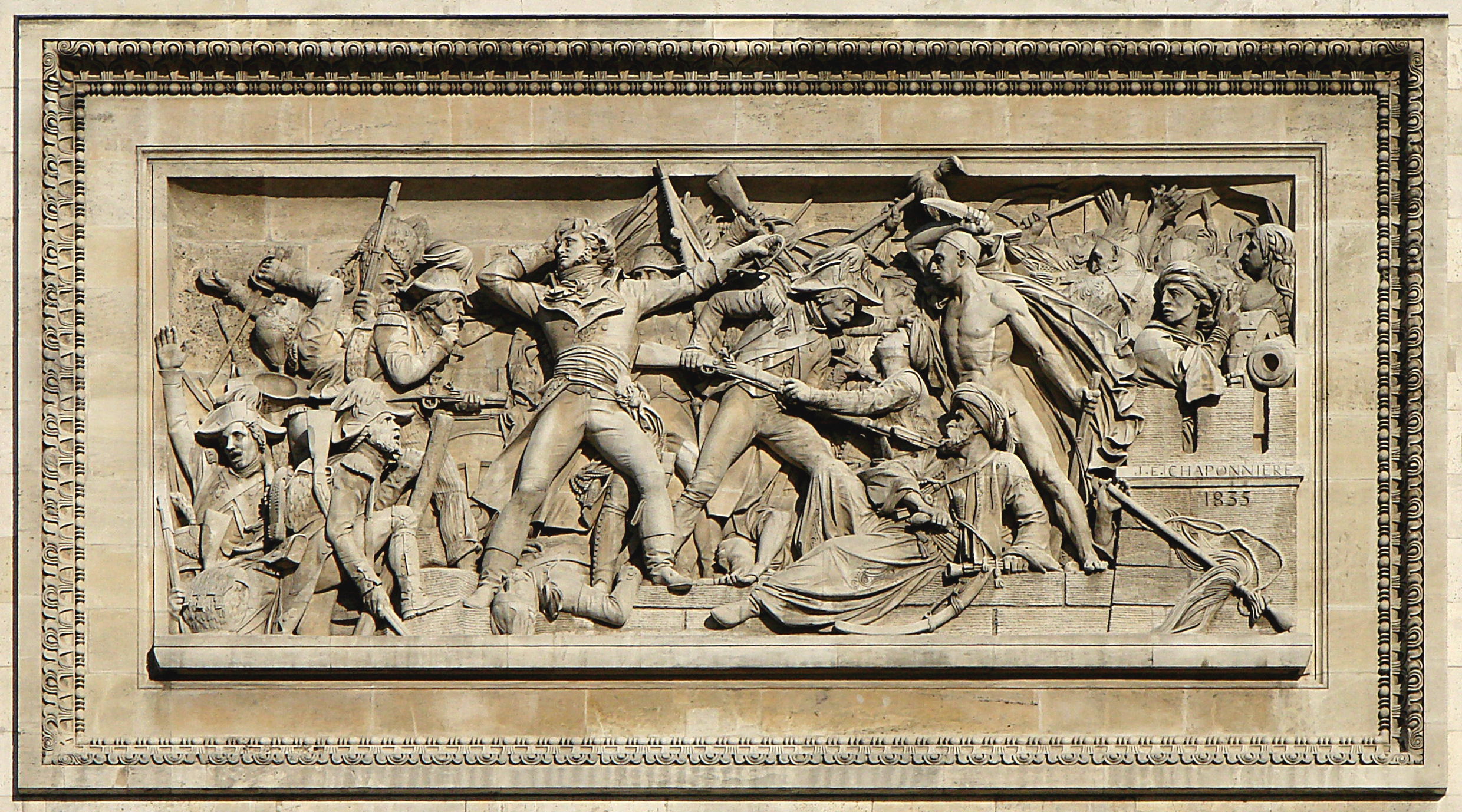
「攻佔亞歷山大港」，1798年7月3日。

### 羅列戰役列表

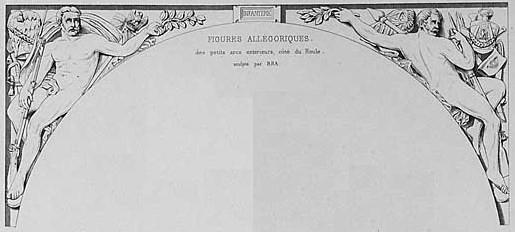
寓意雕像描繪「步兵」。
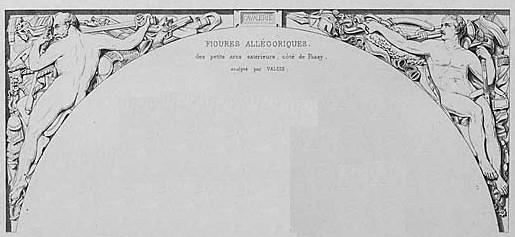
寓意雕像描繪「騎兵」。
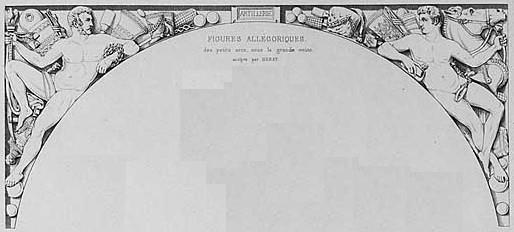
寓意雕像描繪「炮兵」。
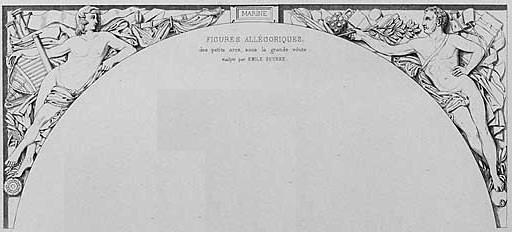
寓意雕像描繪「海軍」。

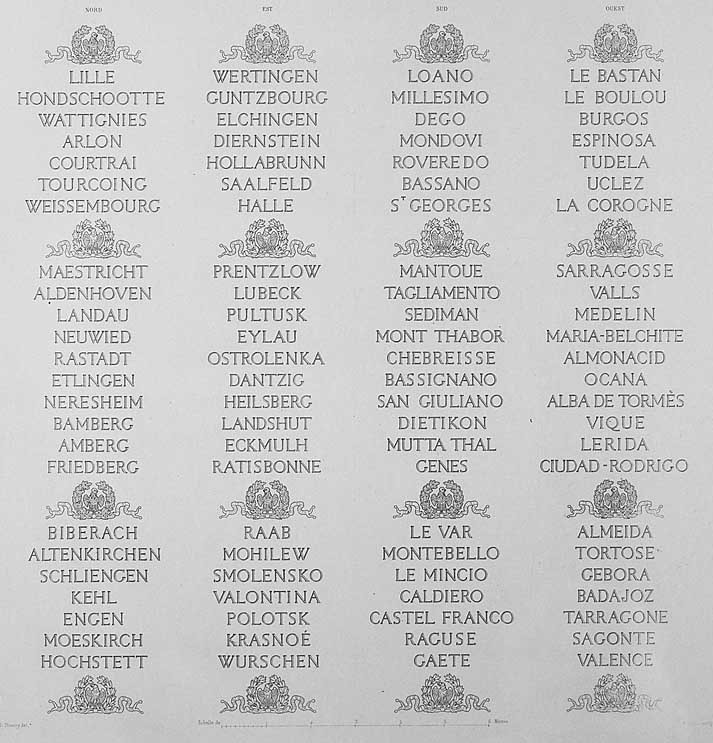
大拱門上刻96場戰役。

環繞建築四面的巨大柱頂上設有浮雕帶淺浮雕，主題包括：
- 由西爾維斯特-約瑟夫·布蘭（法语：Joseph-Silvestre Brun），喬治·賈克（英语：Georges Jacquot）和萊特（Laité）創作的《軍隊出發》，描繪革命與帝國時期多位重要人物。
- 由路易-丹尼士·凱盧特（英语：Louis-Denis Caillouette），弗朗索瓦·吕德與貝爾納·瑟爾（法语：Bernard Seurre）創作的《軍隊凱旋歸來》。
- 大型拱門在其拱角飾（法语：écoinçon）位置設有寓意化人物雕像，象徵羅馬神話人物。立足於地球的聲譽女神（法语：Renommée）手持號角，勝利女神則伸出月桂冠，這些雕像由詹姆斯·普拉迪耶（法语：James Pradier）完成[35]。

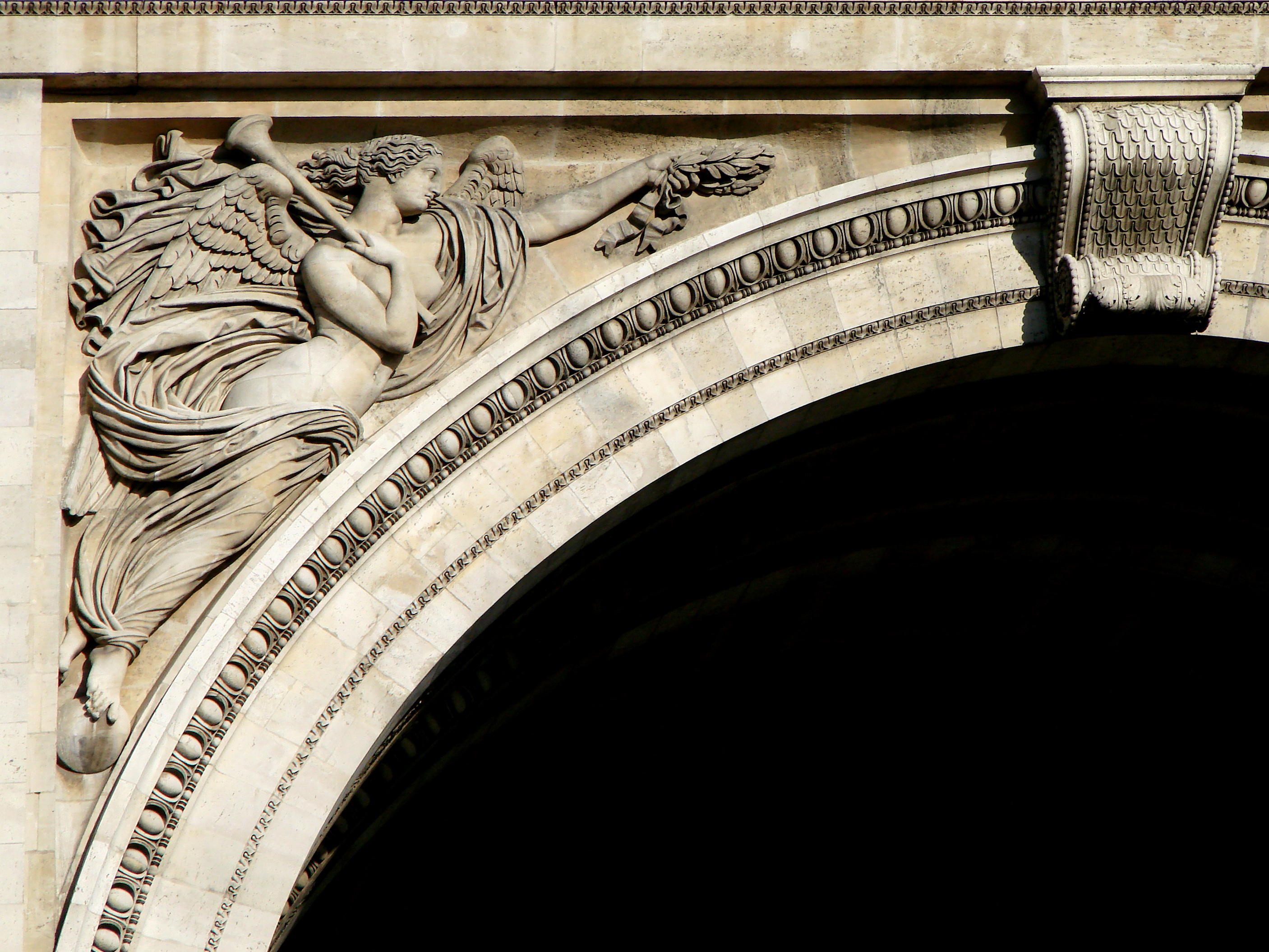
一尊聲譽女神（法语：Renommée）手持號角（北立面左側拱角飾）。
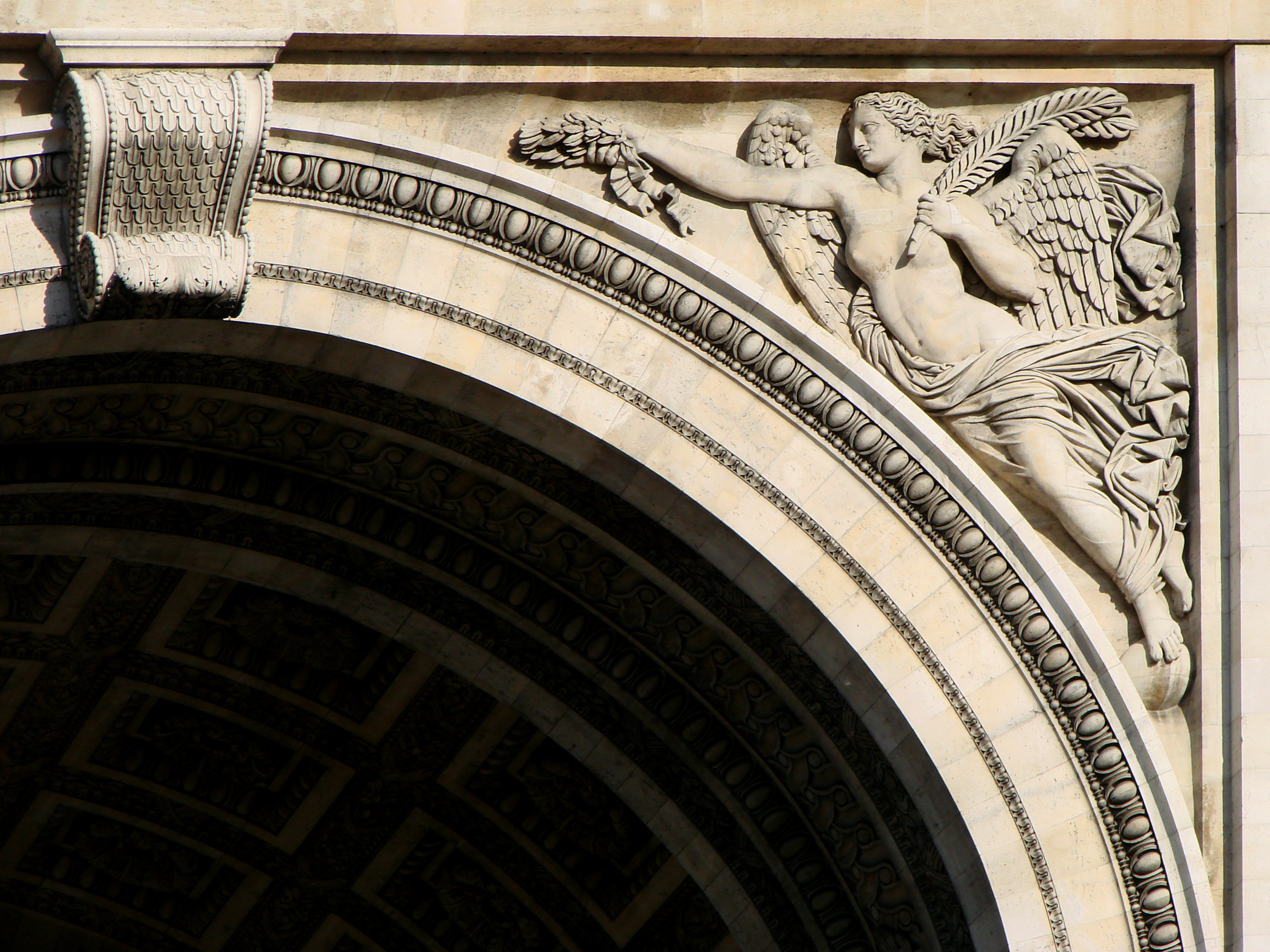
一尊勝利女神手持月桂冠（北立面右側拱角飾）。
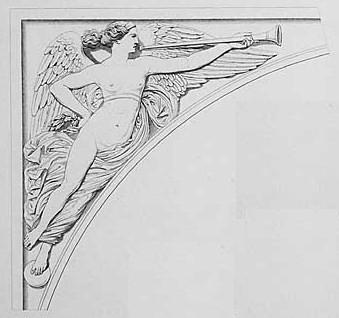
一尊聲譽女神（南立面左側拱角飾）。
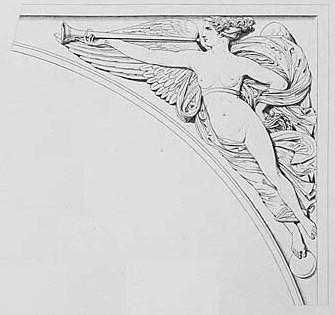
一尊聲譽女神（南立面右側拱角飾）。

小型拱門同樣裝飾有寓意雕像，分別為：
- 由特奧菲爾·布拉（法语：Théophile Bra）創作的步兵。
- 由阿基爾·瓦盧瓦（法语：Achille Valois）創作的騎兵。
- 由揚·巴蒂斯特·約瑟夫·德貝（法语：Jean Baptiste Joseph De Bay père）（1779－1863）創作的炮兵。
- 以及夏爾·埃米爾·瑟爾（法语：Charles Émile Seurre）創作的海軍。

- 寓意雕像描繪「步兵」。
- 寓意雕像描繪「騎兵」。
- 寓意雕像描繪「炮兵」。
- 寓意雕像描繪「海軍」。

### 羅列姓名列表
在小型拱門柱內側，刻有革命和帝國的重要人物姓名；其中陣亡者的名字以下劃線標示，例如於滑鐵盧戰役陣亡的法國將軍弗雷德里克·紀堯姆·德·多諾普。

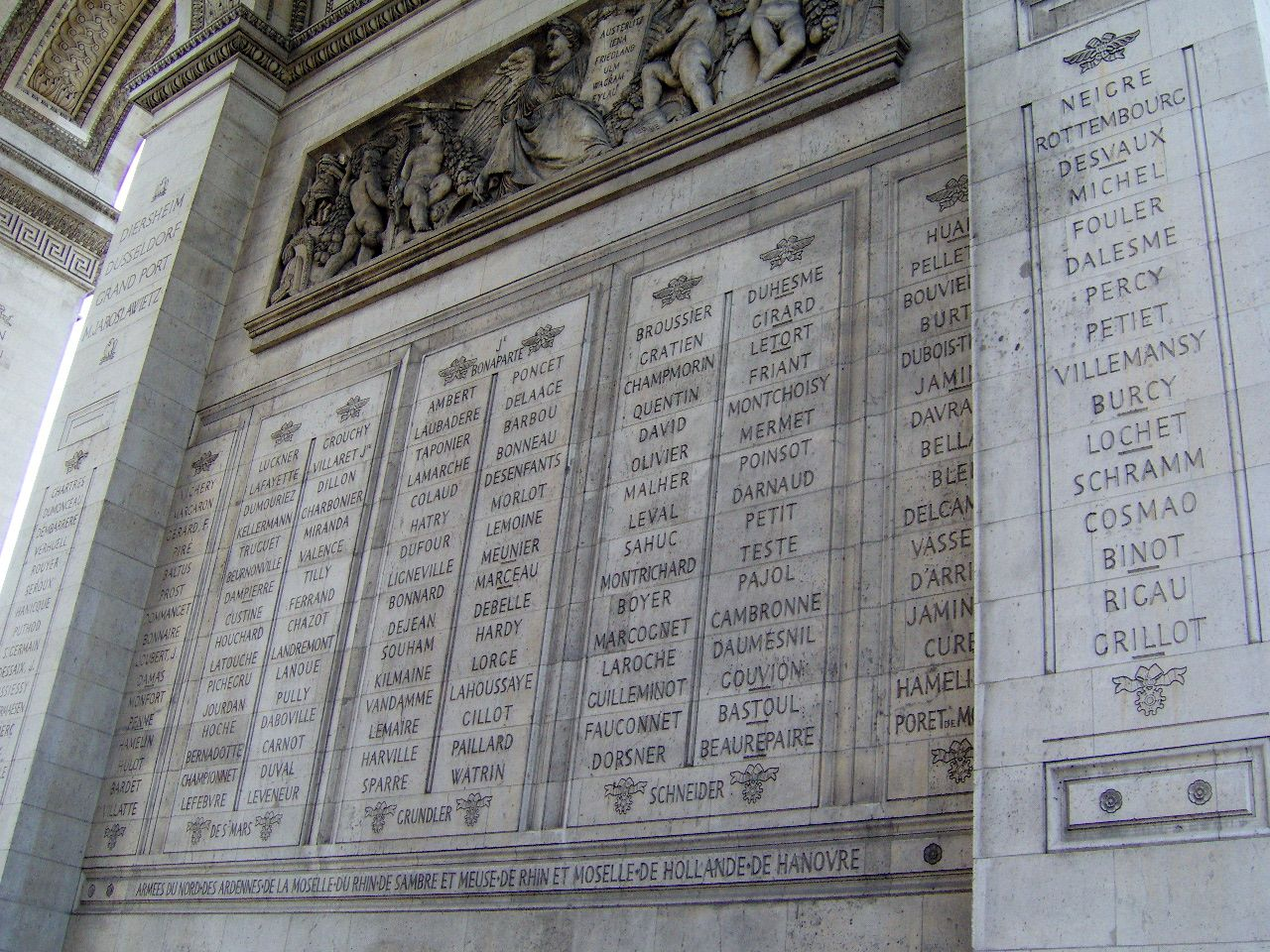
北方支柱。
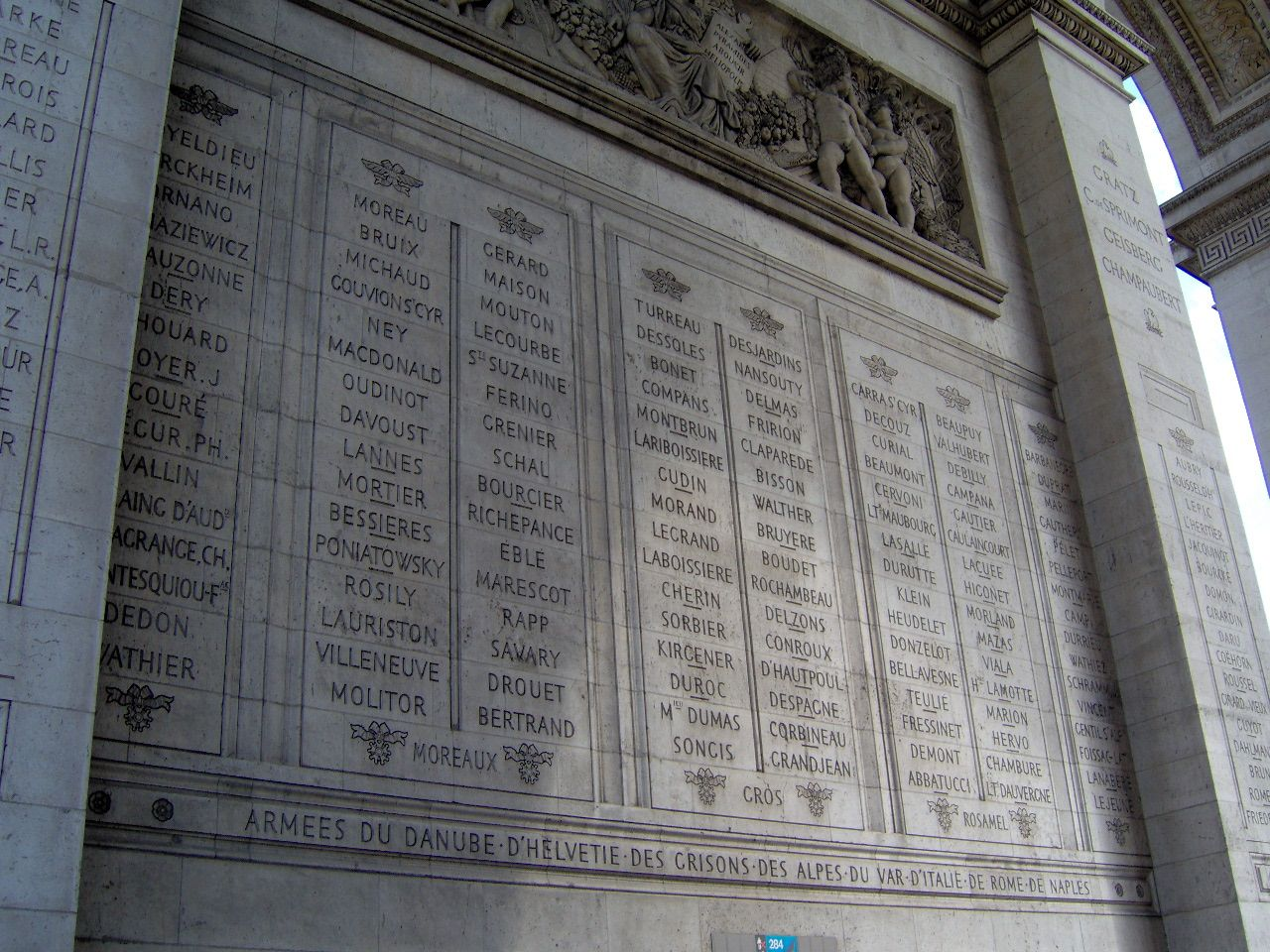
東方支柱。
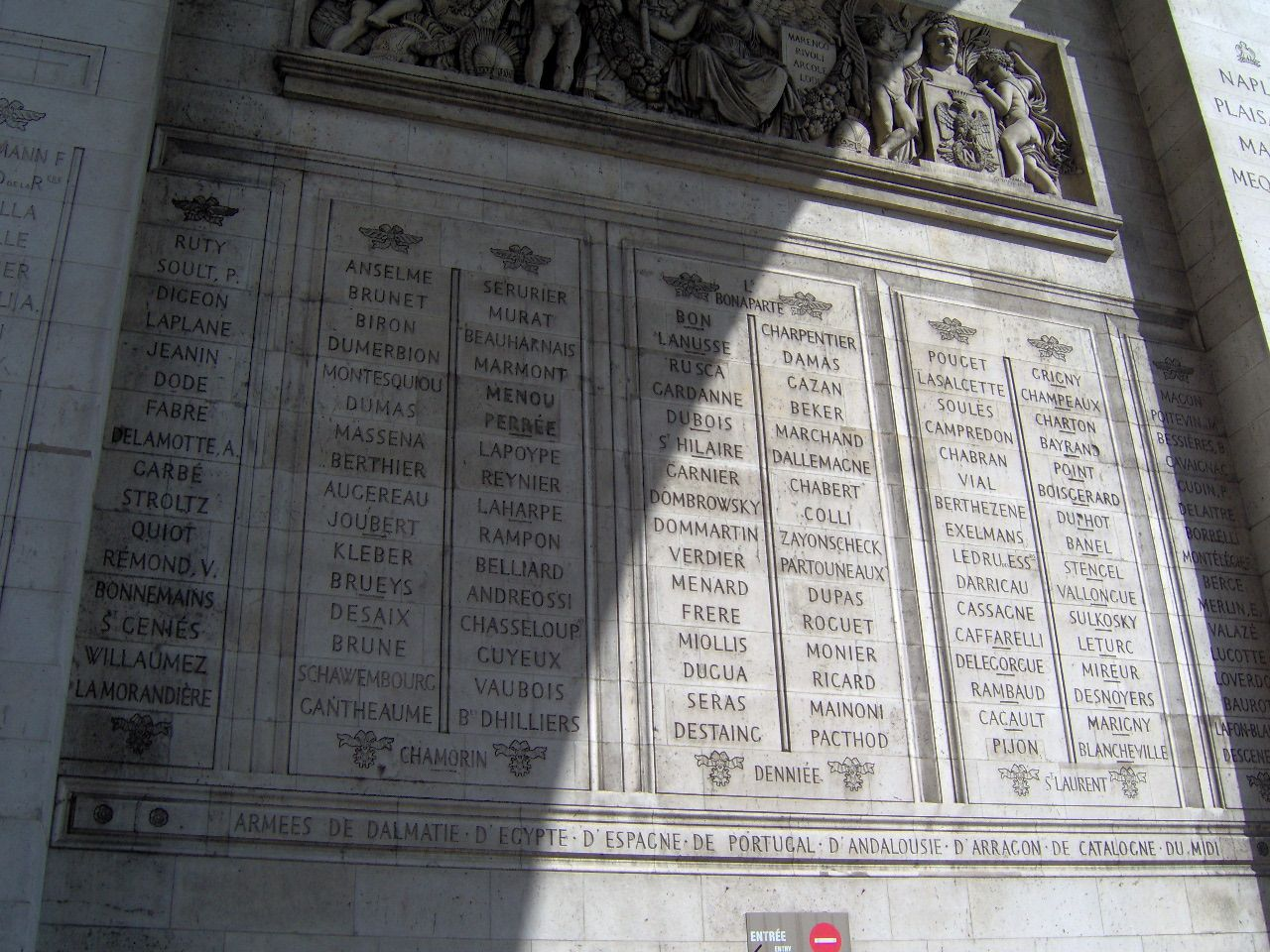
南方支柱。
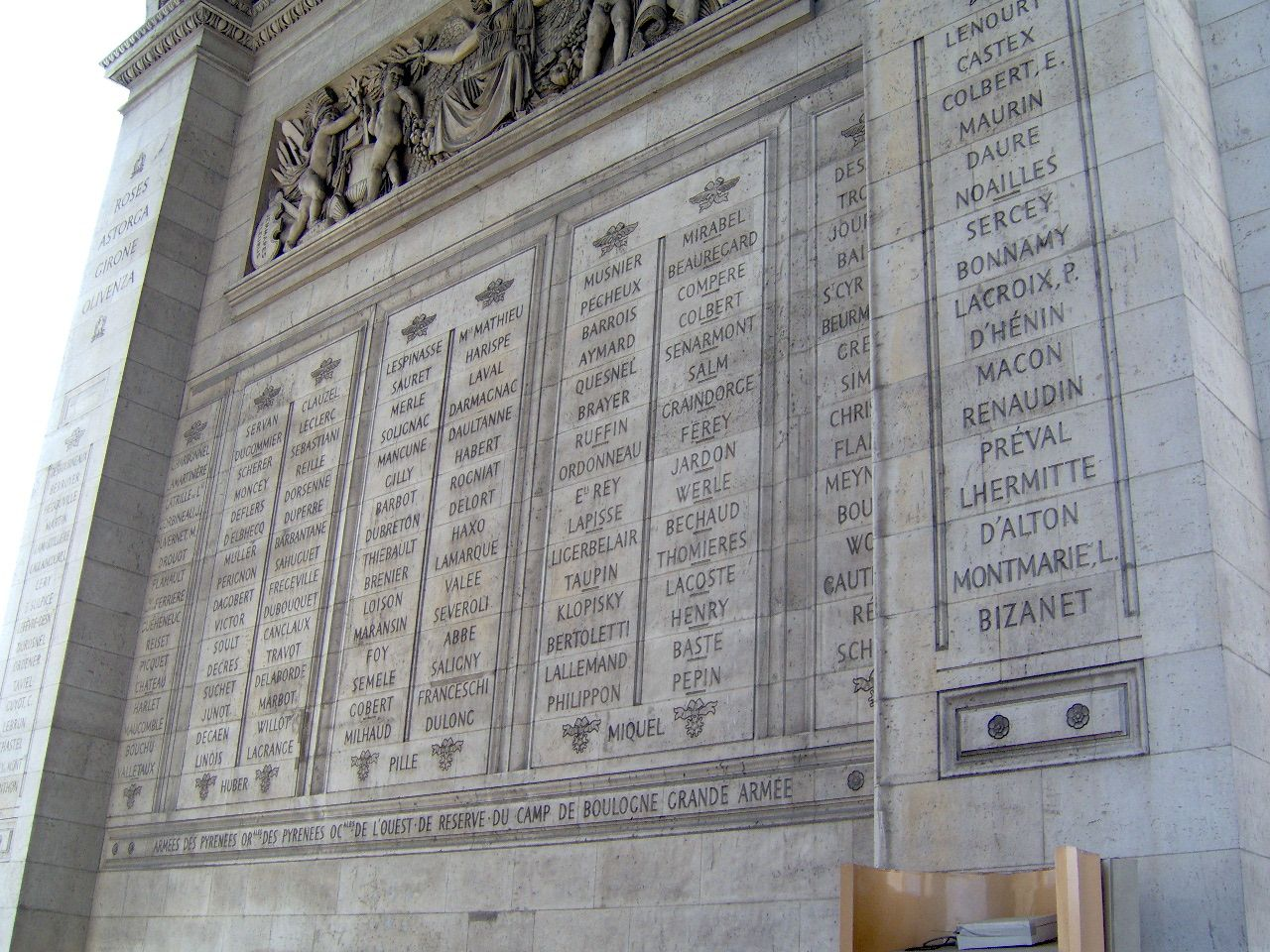
西方支柱。

在革命和帝國時期的重要人物姓名上方設有四個淺浮雕，以著名戰役命名：

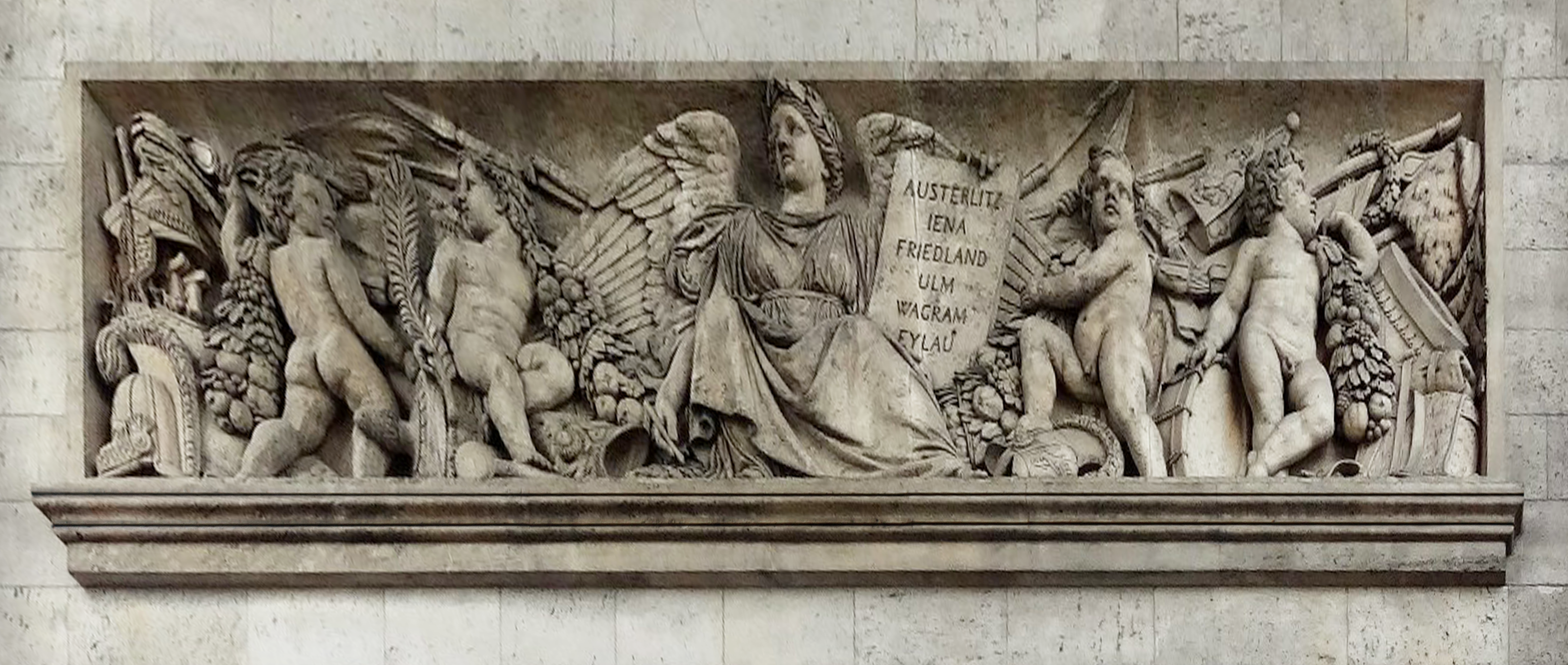
《北方勝利的象徵》（Attributs des victoires du Nord），由弗朗索瓦-約瑟夫·博西奧（法语：François-Joseph Bosio）創作。
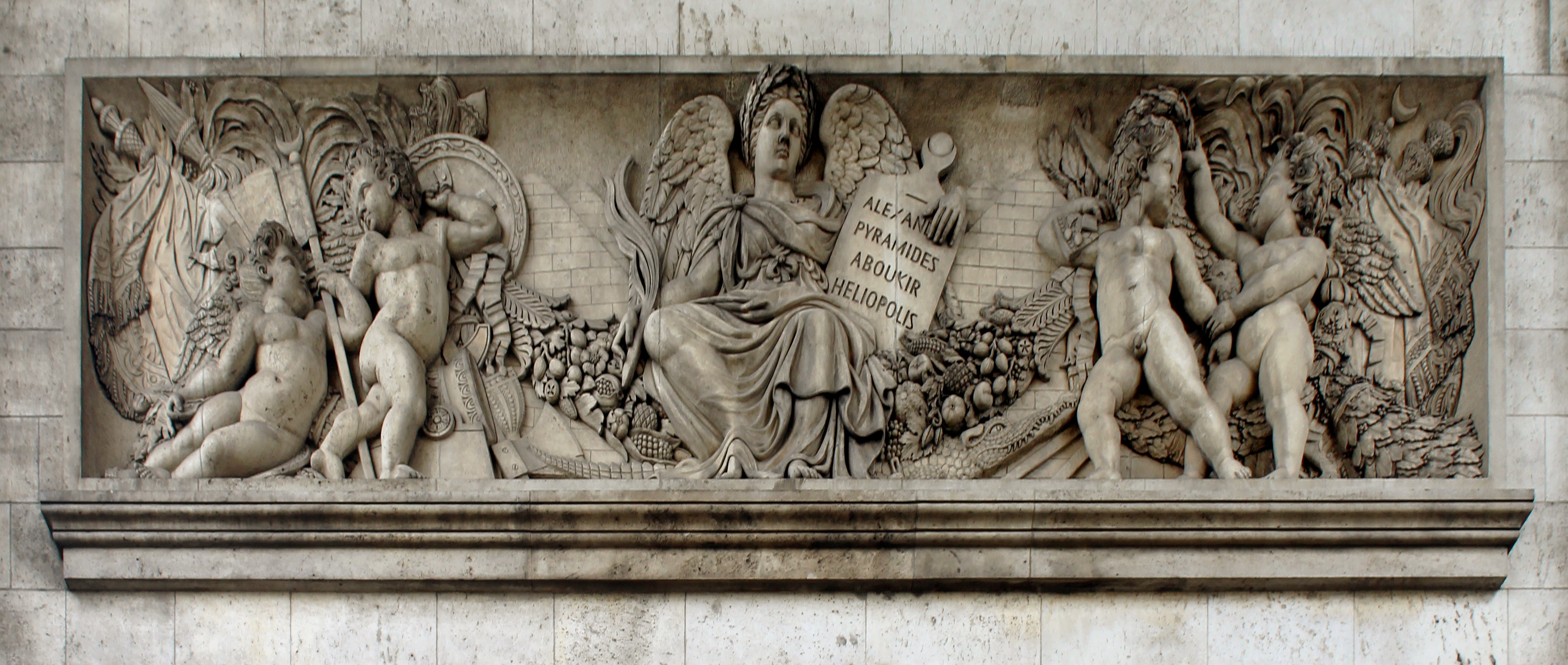
《東方勝利的象徵》（Attributs des victoires du Rhin），由雅克-弗朗索瓦·約瑟夫·西蒙（法语：Jacques-François-Joseph Saly）創作。
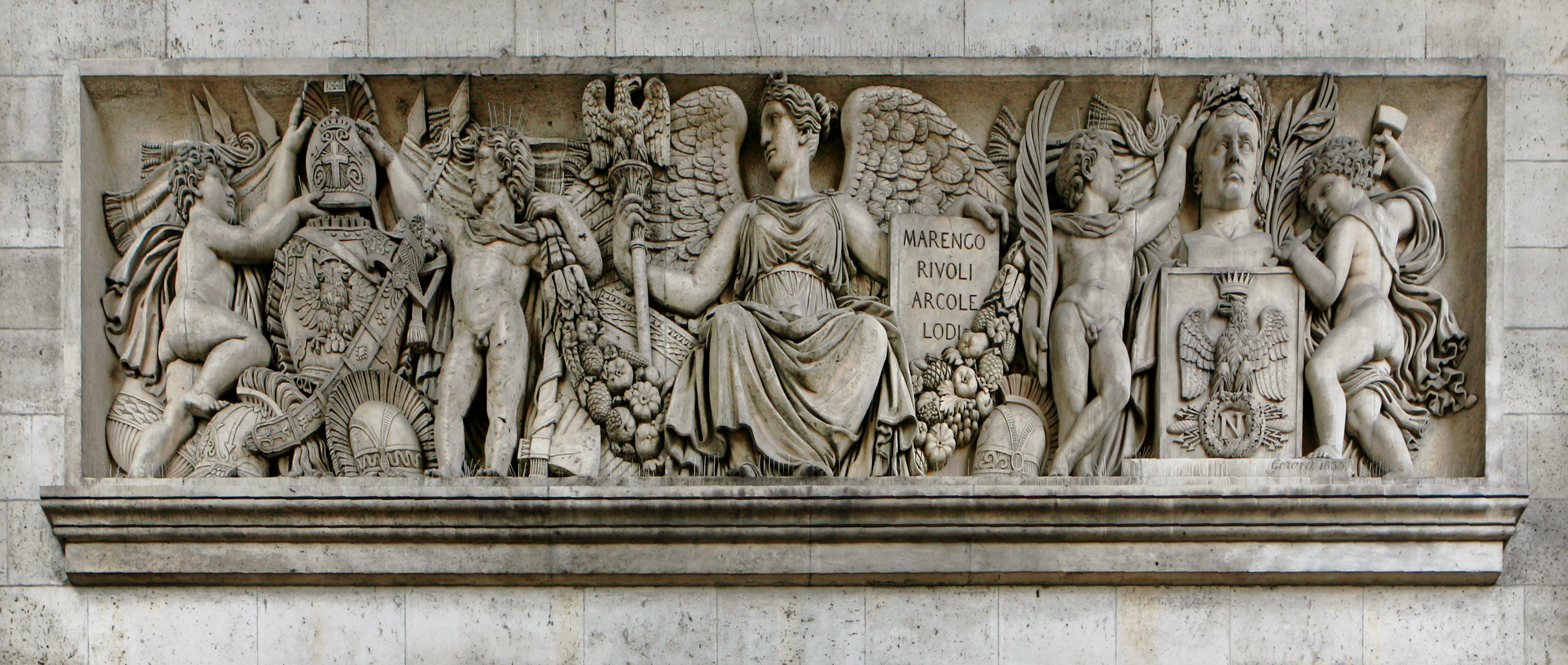
《南方勝利的象徵》（Attributs des victoires des Germains），由讓-皮埃爾·科爾托（法语：Jean-Pierre Cortot）創作。
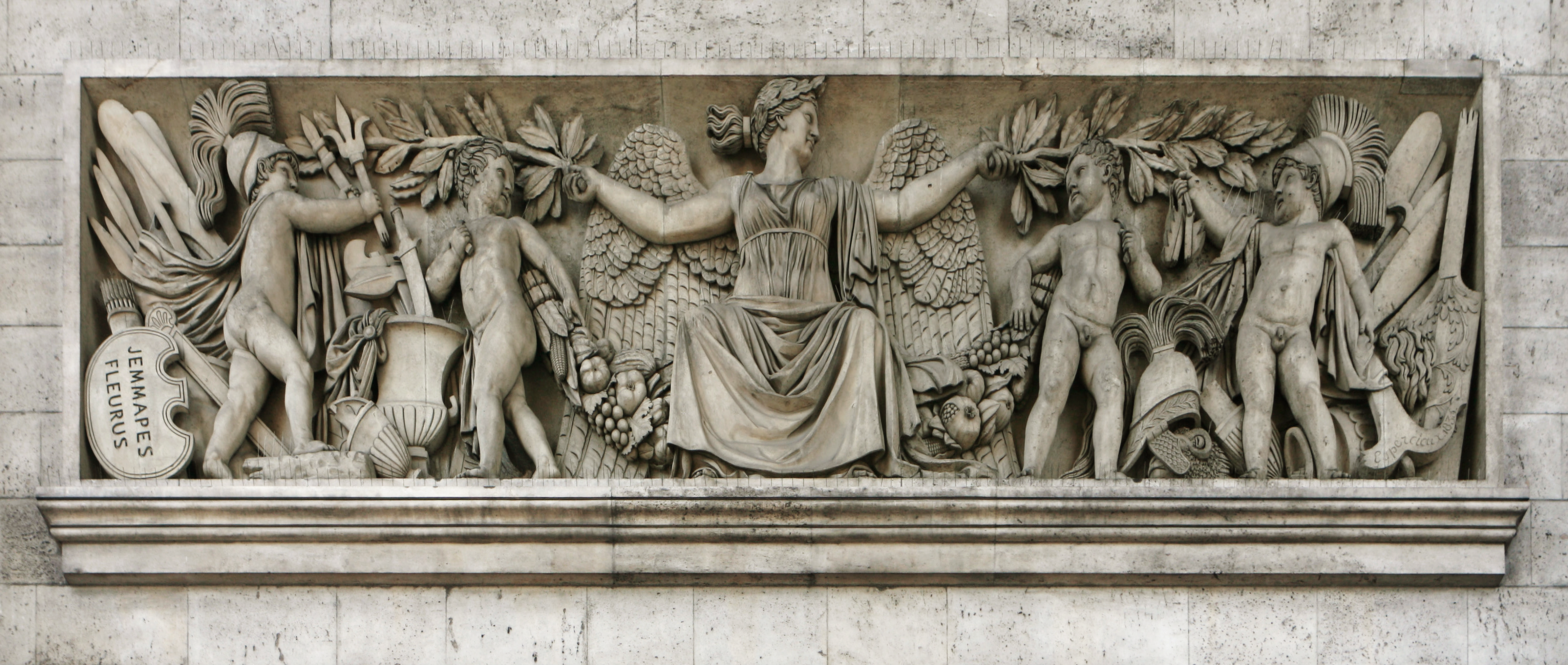
《西方勝利的象徵》（Attributs des victoires d'Italie），由皮耶爾-雅克·達維杜（法语：Pierre-Jacques Cavelier）創作。

- 《北方勝利的象徵》。
- 《東方勝利的象徵》。
- 《南方勝利的象徵》。
- 《西方勝利的象徵》。

### 方格藻井
大型和小型拱門的內拱面裝飾有方格藻井，紀念碑被一百個立柱環繞，象徵百日王朝。

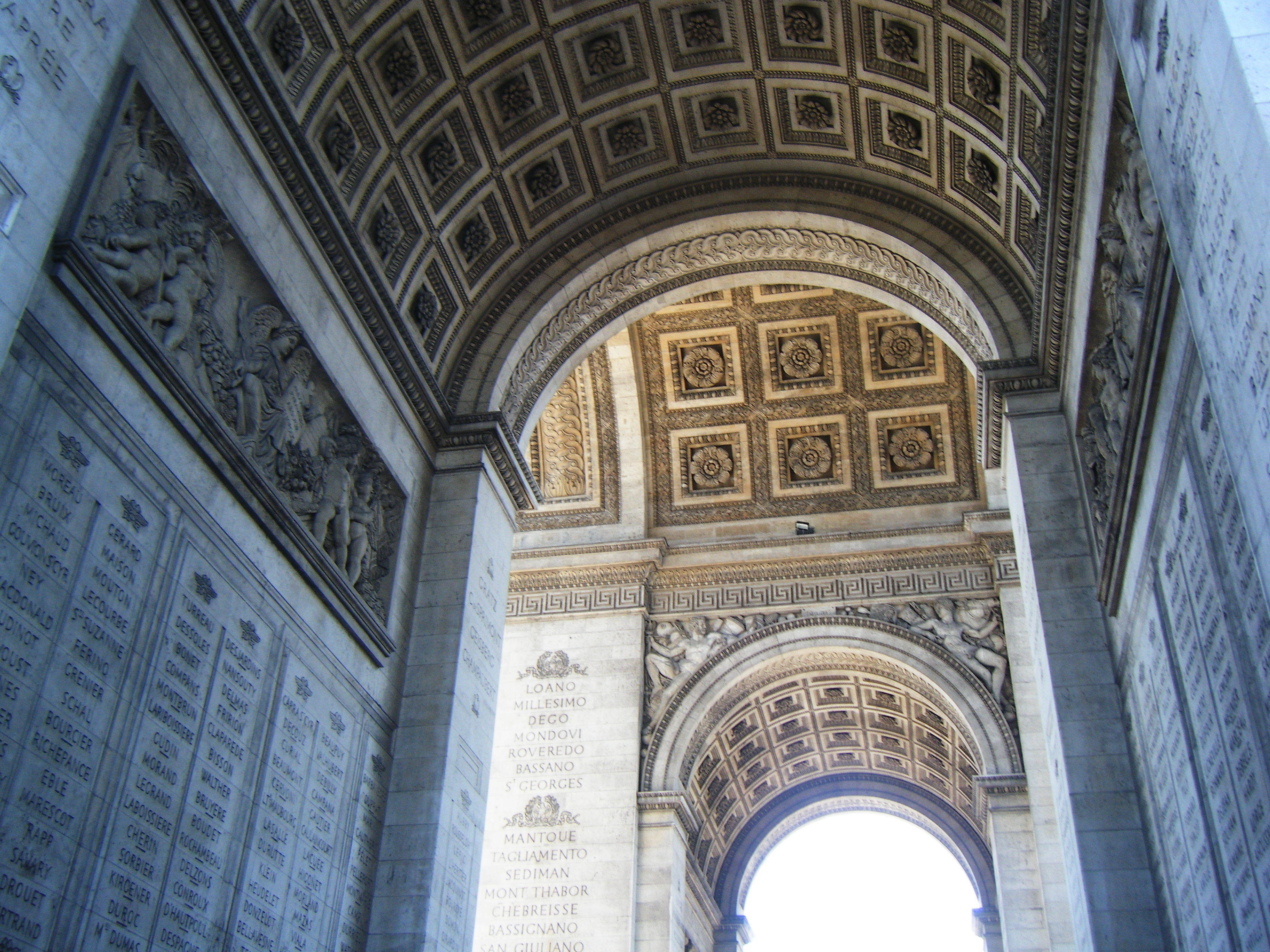
大型與小型拱門的穹頂。
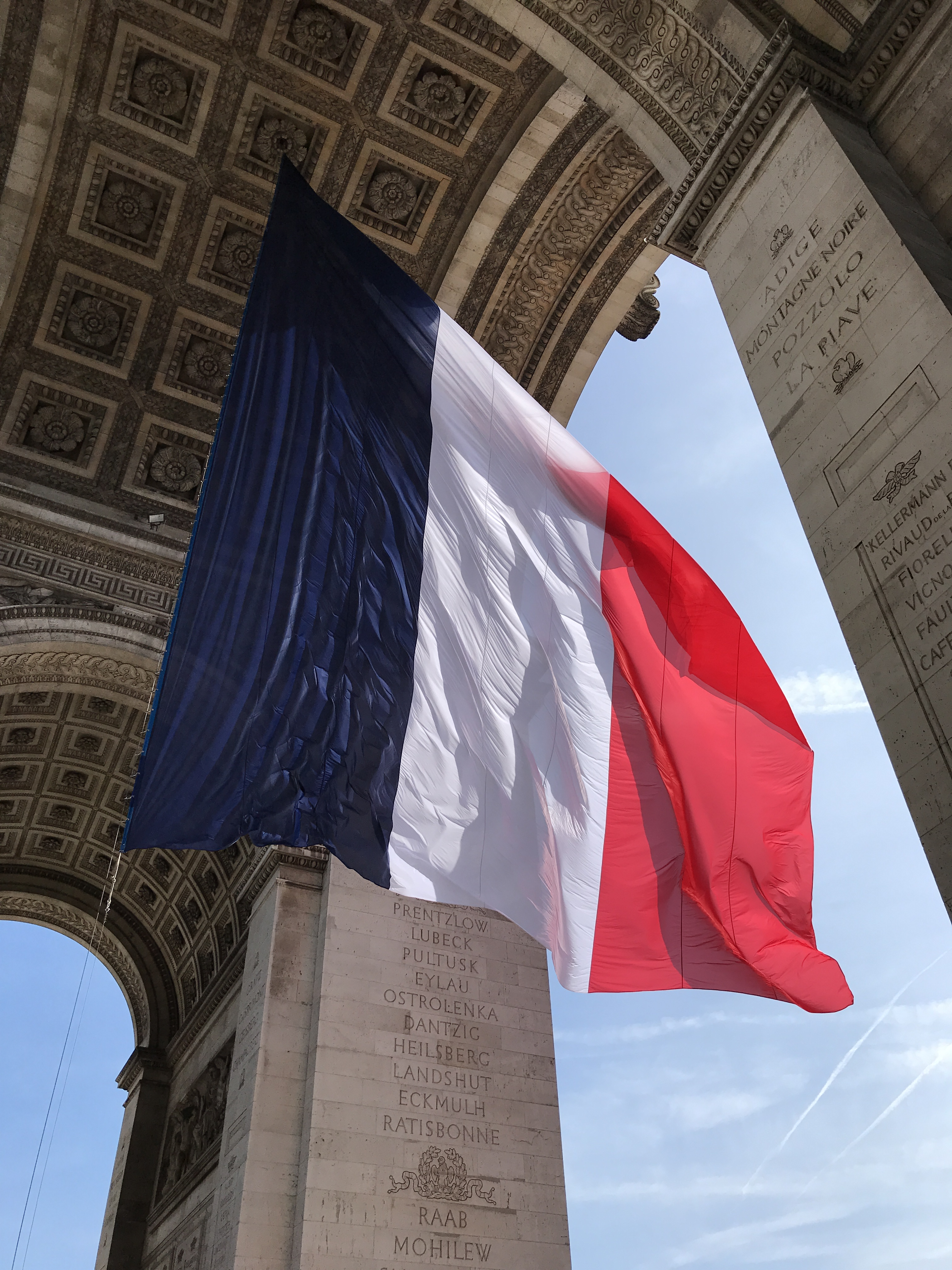
懸掛於大型拱門穹頂下的法國國旗三色旗。
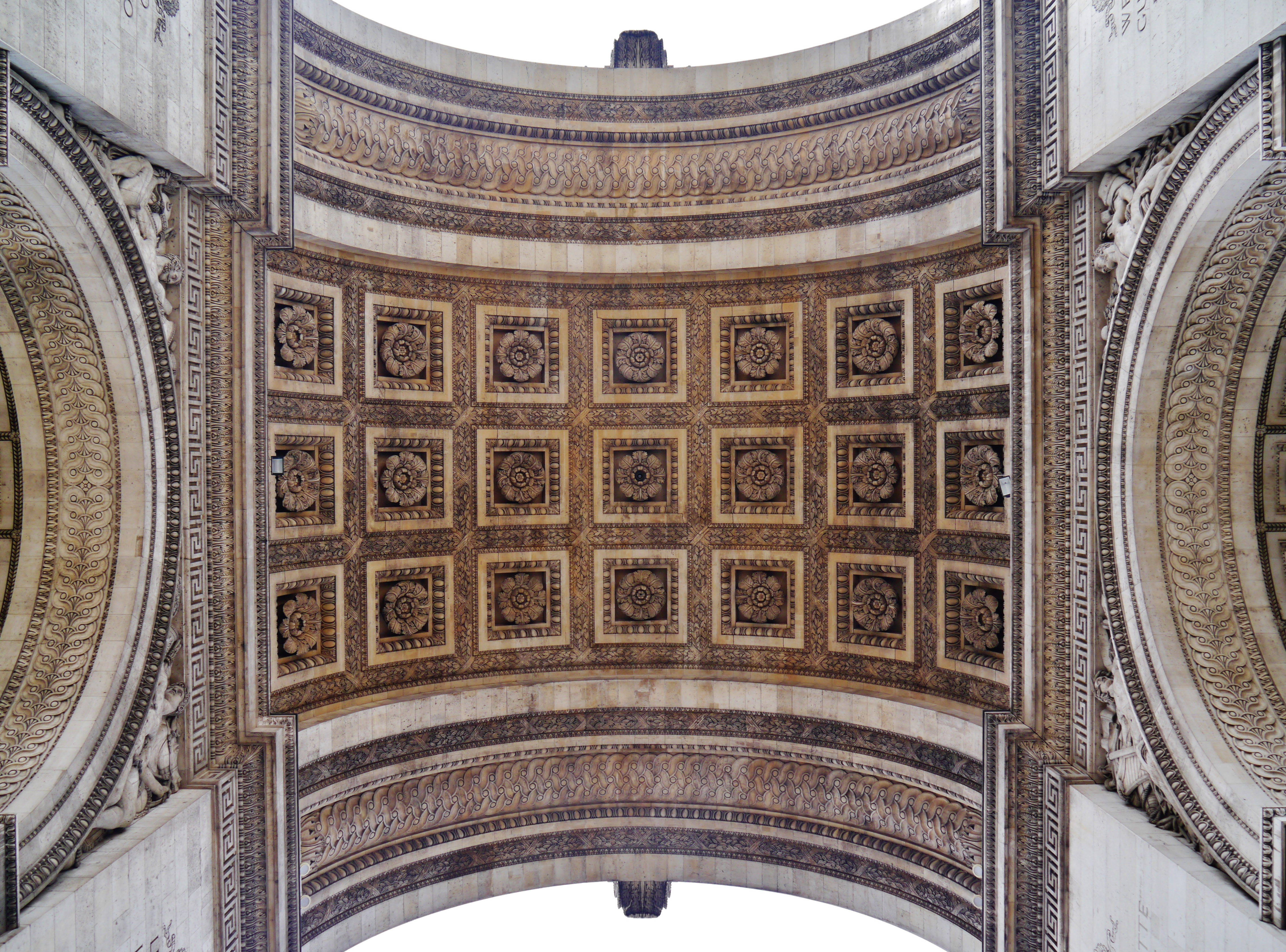
大型拱門的穹頂。
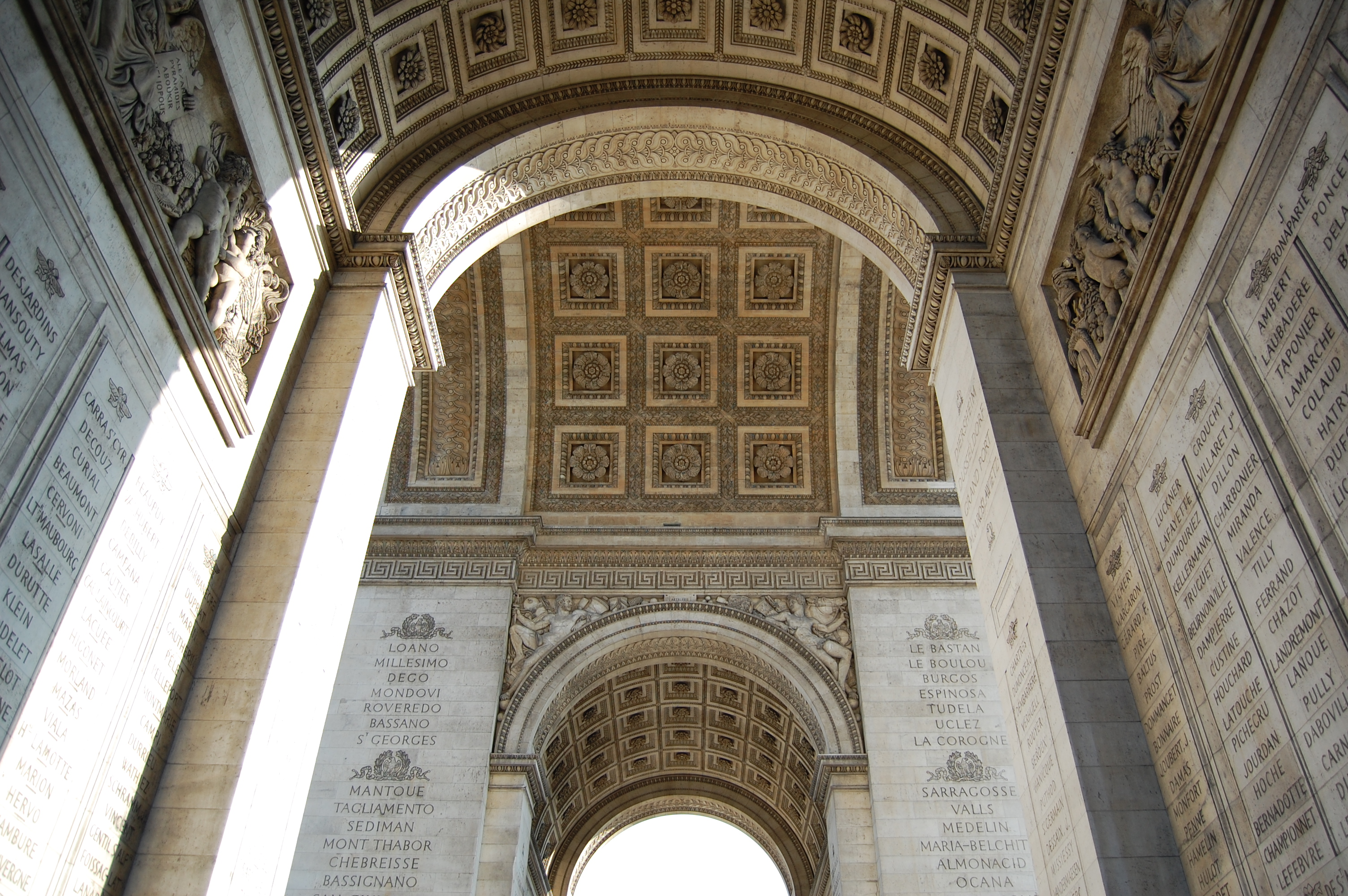
大型與小型拱門的穹頂。